# NASCAR Sprint Cup 2008

NASCAR-Sprint-Cup-Logo

Der NASCAR Sprint Cup 2008 begann am 9. Februar 2008 mit dem Budweiser Shootout auf dem Daytona International Speedway gefolgt vom 50. Daytona 500 am 18. Februar 2008. Der Chase for the Sprint Cup begann am 14. September 2008 mit dem Sylvania 300 auf dem New Hampshire Motor Speedway. Die Saison endete am 16. November 2008 mit dem Ford 400 im Zuge des Ford Championship Weekends. Jimmie Johnson wurde mit 69 Punkten Vorsprung auf Carl Edwards Champion der Saison. Nach 2006 und 2007 gewann er den Titel das dritte Mal in Folge, was bisher erst Cale Yarborough zwischen 1976 und 1978 gelang. Der Namenswechsel von Nextel Cup auf Sprint Cup kam dadurch zustande, dass der Sponsor Nextel von Sprint für 36 Mrd. US-Dollar übernommen wurde.

## Teilnehmer
Jedes Sprint-Cup-Rennen in der Saison 2008 wird ein Starterfeld von 43 Autos haben. Die ersten 35 der Owner Points (Punktestand der jeweiligen Besitzer eines Rennwagens) des Jahres 2007 werden einen garantierten Startplatz bei den ersten fünf Rennen im Jahr 2008 haben. Wenn ein Fahrer von einem Team innerhalb der ersten 35 der Owner Points zu einem neuen Team wechselt, hat der keinen garantierten Startplatz mehr, es sei denn, es ist ebenfalls in den Top 35 der Owner Points. Wenn ein früherer Champion jedoch nicht in den Top 35 ist und es auch nicht schafft sich für das Rennen zu qualifizieren, kann er auf eine sogenannte Past Champion Provisional zurückgreifen, die ihm einen Startplatz garantiert. Jedoch sind die Past Champion Provisionals seit der Saison 2007 auf eine Anzahl von sechs Rennen pro Saison beschränkt. Außerhalb der Top 35 werden sich in diesem Jahr mit Kurt Busch, Bill Elliott und Dale Jarrett gleich drei ehemalige Champions befinden, die allesamt für sechs Rennen einen festen Startplatz haben.
Teams, die nicht in den Top 35 der Owner Points sind und auch keine Past Champion Provisional haben, müssen sich ihren Startplatz erfahren. Wenn sich zum Beispiel 47 Autos für ein Rennen qualifizieren wollten und keiner eine Past Champion Provisional benutzt, dann kämpften zwölf Autos um noch acht zu vergebene Startplätze. Von diesen zwölf qualifizieren sich dann die acht schnellsten für das Rennen. Ab dem sechsten Rennen der Saison werden nicht mehr die Owner Points des Vorjahres, sondern die des vorherigen Rennens genutzt.
| 00             | Michael McDowell (R)¹ / Mike Skinner           | Aaron’s / Champion Mortgage / Microsoft Small Business                                  | Toyota         | Michael Waltrip Racing       |
| 01             | Regan Smith (R) / Ron Fellows                  | Principal Financial Group / Steak-umm / Coors Light                                     | Chevrolet      | Dale Earnhardt, Inc.         |
| 07             | Clint Bowyer                                   | Jack Daniel’s / DirecTV / BB&T                                                          | Chevrolet      | Richard Childress Racing     |
| 1              | Martin Truex junior                            | Bass Pro Shops / Cub Cadet                                                              | Chevrolet      | Dale Earnhardt, Inc.         |
| 2              | Kurt Busch §                                   | Miller Lite                                                                             | Dodge          | Penske Racing                |
| 5              | Casey Mears                                    | Kellogg’s / Carquest / Cheez-It / DELPHI                                                | Chevrolet      | Hendrick Motorsports         |
| 6              | David Ragan                                    | AAA                                                                                     | Ford           | Roush Fenway Racing          |
| 7              | Robby Gordon                                   | Jim Beam / Camping World Charter / Valvoline / Charter Communications / Mapei / Menards | Dodge          | Robby Gordon Motorsports     |
| 8              | Mark Martin / Aric Almirola (R)                | U.S. Army / Principal Financial Group / Steak-umm                                       | Chevrolet      | Dale Earnhardt, Inc.         |
| 9              | Kasey Kahne                                    | Budweiser / Allstate                                                                    | Dodge          | Gillett Evernham Motorsports |
| 10             | Patrick Carpentier (R)                         | Valvoline / LifeLock / Charter / Cintas / Auto Value / Bumper to Bumper                 | Dodge          | Gillett Evernham Motorsports |
| 11             | Denny Hamlin                                   | FedEx                                                                                   | Toyota         | Joe Gibbs Racing             |
| 12             | Ryan Newman                                    | Alltel / Kodak / Avis                                                                   | Dodge          | Penske Racing                |
| 15             | Paul Menard                                    | Menards / Moen / Johns-Manville                                                         | Chevrolet      | Dale Earnhardt, Inc.         |
| 16             | Greg Biffle                                    | 3M / Dish Network / Red Cross / Jackson Hewitt                                          | Ford           | Roush Fenway Racing          |
| 17             | Matt Kenseth §                                 | DeWalt / R&L Carriers / Carhartt / USG / Dish Network                                   | Ford           | Roush Fenway Racing          |
| 18             | Kyle Busch                                     | M&M’s / Interstate Batteries / Combos / Pedigree / Snickers                             | Toyota         | Joe Gibbs Racing             |
| 19             | Elliott Sadler                                 | Best Buy / Stanley Tools / McDonald’s / Siemens / Garmin                                | Dodge          | Gillett Evernham Motorsports |
| 20             | Tony Stewart §                                 | The Home Depot / Subway                                                                 | Toyota         | Joe Gibbs Racing             |
| 21             | Jon Wood / Bill Elliott § / Marcos Ambrose     | Little Debbie / U.S. Air Force / Motorcraft                                             | Ford           | Wood Brothers Racing         |
| 22             | Dave Blaney                                    | Caterpillar                                                                             | Toyota         | Bill Davis Racing            |
| 24             | Jeff Gordon §                                  | DuPont / Pepsi / Nicorette                                                              | Chevrolet      | Hendrick Motorsports         |
| 26             | Jamie McMurray                                 | Crown Royal / Irwin                                                                     | Ford           | Roush Fenway Racing          |
| 28             | Travis Kvapil                                  | Ford / K&N Filters / Lumber Liquidators / Zaxby's / Dish Network                        | Ford           | Yates Racing                 |
| 29             | Kevin Harvick                                  | Shell / Pennzoil / Reese’s                                                              | Chevrolet      | Richard Childress Racing     |
| 31             | Jeff Burton                                    | AT&T Mobility / Prilosec OTC / Lenox Industrial Tools                                   | Chevrolet      | Richard Childress Racing     |
| 34             | Jeff Green / Tony Raines / John Andretti       | Kein Sponsor                                                                            | Chevrolet      | Front Row Motorsports        |
| 38             | David Gilliland                                | FreeCreditReport.com                                                                    | Ford           | Yates Racing                 |
| 41             | Reed Sorenson                                  | Target / Polaroid / Energizer / Tums                                                    | Dodge          | Chip Ganassi Racing          |
| 42             | Juan Pablo Montoya                             | Texaco Havoline / Big Red / Juicy Fruit                                                 | Dodge          | Chip Ganassi Racing          |
| 43             | Bobby Labonte §                                | Cheerios / Betty Crocker / Marathon Oil                                                 | Dodge          | Petty Enterprises            |
| 44             | David Reutimann¹                               | UPS                                                                                     | Toyota         | Michael Waltrip Racing       |
| 45             | Kyle Petty / Chad McCumbee / Terry Labonte §   | Wells Fargo / Marathon Oil / PVA.org / Coca-Cola                                        | Dodge          | Petty Enterprises            |
| 48             | Jimmie Johnson §                               | Lowe’s / Kobalt Tools                                                                   | Chevrolet      | Hendrick Motorsports         |
| 55             | Michael Waltrip                                | NAPA Auto Parts                                                                         | Toyota         | Michael Waltrip Racing       |
| 66             | Scott Riggs                                    | State Water Heaters                                                                     | Chevrolet      | Haas CNC Racing              |
| 70             | Johnny Sauter / Max Papis² / Jason Leffler     | Haas Automation / Hunt Brothers Pizza                                                   | Chevrolet      | Haas CNC Racing              |
| 77             | Sam Hornish junior (R)                         | Mobil 1 / Penske Truck Rental                                                           | Dodge          | Penske Racing                |
| 78             | Joe Nemechek                                   | Furniture Row / Denver Mattress                                                         | Chevrolet      | Furniture Row Racing         |
| 83             | Brian Vickers                                  | Red Bull                                                                                | Toyota         | Team Red Bull                |
| 84             | Mike Skinner / A. J. Allmendinger              | Red Bull                                                                                | Toyota         | Team Red Bull                |
| 88             | Dale Earnhardt junior                          | AMP Energy / Mountain Dew / National Guard                                              | Chevrolet      | Hendrick Motorsports         |
| 96             | J. J. Yeley                                    | Texas Instruments DLP HDTV                                                              | Toyota         | Hall of Fame Racing          |
| 99             | Carl Edwards                                   | Office Depot / Aflac / Claritin / Dish Network                                          | Ford           | Roush Fenway Racing          |
| Teilzeitfahrer |                                                |                                                                                         |                |                              |
| 08             | Carl Long / Burney Lamar / Tony Raines         | Rhino’s / Millstar Tools / getFUBAR.com                                                 | Dodge          | E&M Motorsports              |
| 09             | Sterling Marlin                                | Miccosukee Resort & Gaming                                                              | Chevrolet      | Phoenix Racing               |
| 33             | Scott Wimmer / Kirk Shelmerdine / Ken Schrader | Camping World                                                                           | Chevrolet      | Richard Childress Racing     |
| 37             | Eric McClure / Kenny Wallace                   | Hefty / JEGS High Performance                                                           | Chevrolet      | Front Row Motorsports        |
| 47             | Marcos Ambrose                                 | Kingsford / Clorox                                                                      | Ford           | JTG Daugherty Racing         |
| 49             | Ken Schrader / Chad McCumbee                   | Marathon / Microsoft / Qtrax.com / Healthlife.com                                       | Toyota / Dodge | BAM Racing                   |
| 50             | Stanton Barrett                                | NOS Energy Drink / Check’n Go                                                           | Chevrolet      | SKI Motorsports              |
| 57             | Norm Benning                                   | Shodeen Inc.                                                                            | Chevrolet      | Norm Benning Racing          |
| 60             | Boris Said                                     | 7-Eleven Slurpee / SoBe No Fear                                                         | Ford           | No Fear Racing               |
| 87             | Kenny Wallace                                  | Denver Mattress                                                                         | Chevrolet      | Furniture Row Racing         |

(R) – Hat die Chance auf die Auszeichnung des Rookie of the Year.

§ – Als früherer Champion kann der Fahrer sich sechsmal ohne die nötige Qualifikation einen Startplatz bei einem Rennen sichern.

¹ – Dale Jarrett fuhr die #44 für die ersten fünf Punkterennen 2008 während David Reutimann die #00 fuhr. Michael McDowell übernahm ab Martinsville die #00, indes fuhr Reutimann die #44 nach Dale Jarrett.

² – Max Papis wird den Wagen bei beiden Straßenrennen auf dem Infineon Raceway und in Watkins Glen fahren.

## Neuerungen zur Saison 2008
Mit dem UAW-Dodge 400 2008 tritt zum ersten Mal ein leicht veränderter Qualifikationsmodus in Kraft. Bisher wurde die Reihenfolge des Qualifyings zwischen allen Fahrern ausgelost, egal ob diese sich nur für eine Position oder für die Teilnahme am Rennen als solches qualifizieren müssen. Durch die Dauer des Qualifyings (durchaus mehrere Stunden), sind die Chancen, sich für das Rennen zu qualifizieren unterschiedlich. Mit der Neuregelung verschaffen sich zunächst die Fahrer eine Zeit, die sowieso für das Rennen qualifiziert sind (die Top 35). Danach versuchen sich die weiteren Fahrer in einem Block für das Rennen zu qualifizieren.
Konkreter Anlass das Qualifying zum Pepsi 400 in Daytona, als sechs der ersten sieben Fahrer im Zwischenstand des Qualifyings nicht zu den automatisch Qualifizierten gehörten, als dieses bei noch 14 ausstehenden Fahrern abgebrochen werden musste. Nach NASCAR-Regeln ist das Qualifying in so einem Fall vollständig hinfällig und die Platzierungen zu dem Rennen werden ausschließlich nach dem Meisterschaftsstand vergeben. Mit Boris Said (zum Zeitpunkt des Abbruchs schnellster), Michael Waltrip und Jeremy Mayfield waren damit drei Fahrer zum Zuschauen verdammt, die bereits eine Top-Platzierung erzielt hatten. Mit der Neuregelung hätten diese Fahrer zum Zeitpunkt des Abbruchs noch keinen Qualifikationsversuch unternommen.

## Verlauf der Saison

### Tests
Für die Fahrer war das erste größere Event der „Preseason Thunder“ am 28. Januar. Die Tests wurden in Las Vegas abgehalten. In der Wüste Nevadas herrschte starker Wind, was dazu führte, dass die Autos von Regan Smith, Sam Hornish junior, Dario Franchitti, David Ragan, Mark Martin, Jeff Burton, Tony Stewart und Michael Waltrip schrottreif gefahren wurden. Die absolute Bestzeit fuhr Juan Pablo Montoya zwei Tage nach seinem Sieg bei den 24 Stunden von Daytona. Die besten sechs Piloten blieben allesamt unter der Bestzeit des Vorjahres mit dem „alten“ Auto.
In dem letzten von sechs Testläufen herrschten bessere Bedingungen als in Las Vegas. Diese Testreihe fand am 31. Januar und 2. Februar statt. Die Fahrer konnten Fontana als letzte große Vorbereitung für das Daytona 500 nutzen. Die Bestzeit fuhr Carl Edwards vor Reed Sorenson und dem späteren Sieger des Daytona 500 2008, Ryan Newman.

### Reguläre Saison

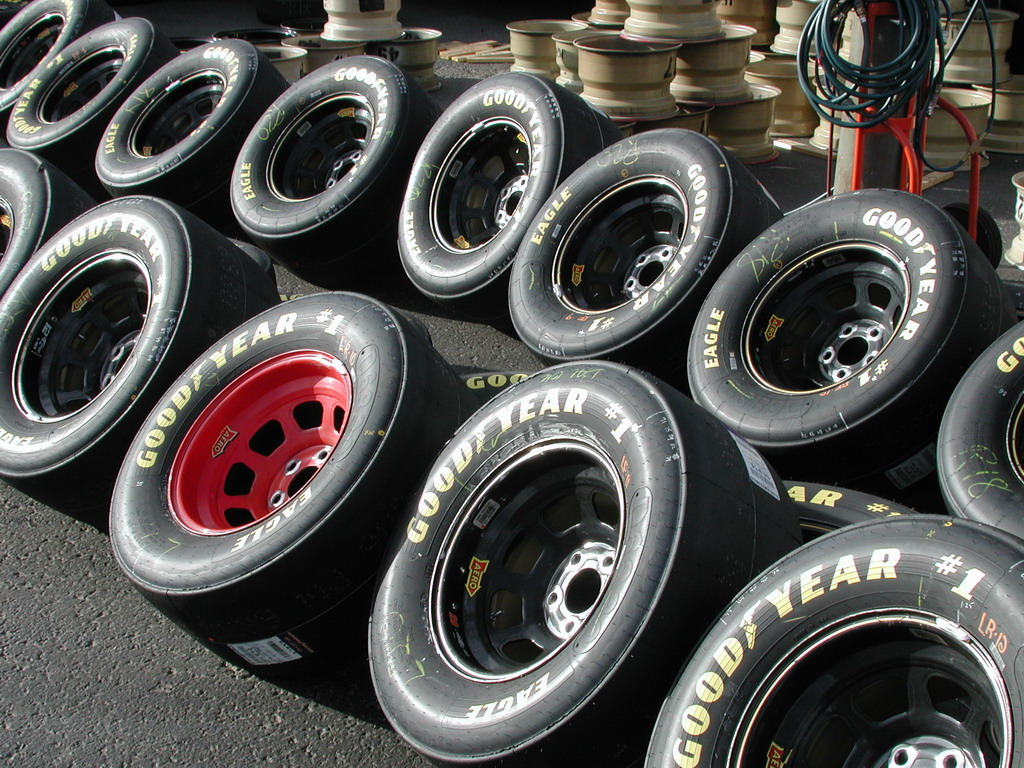
Die vieldiskutierten Goodyear-Reifen

Die reguläre Saison begann für die Fahrer am 9. Februar 2008 mit dem Budweiser Shootout. Mit dem Daytona 500 2008 findet dann das erste Rennen statt, bei dem Punkte vergeben werden. Nach zwei Rennsiegen musste Carl Edwards seine gesamten Rennpunkte zum vierten Rennen in Atlanta wegen eines Ölfilters abgeben, der nicht dem Reglement entsprach. Eine neue Erkenntnis war in diese Saison auch, dass Teamkollegen Punktetausch betreiben können. Getan hat das Roger Penske mit Kurt Busch und Sam Hornish junior. Effekt war der, dass beide Fahrer sich für die ersten fünf Rennen qualifizierten. Kritik wurde zu Saisonbeginn vor allem an Goodyear ausgeübt, da diese einfach nicht genug Entwicklung in die Reifen stecken würden. Folgen hatte das unter anderem für Kyle Busch, nachdem dessen Reifen unerwartet nach 170 und 153 von ihm geführten Runden beim Nationwide-Rennen in Atlanta beim Nicorette 300 platzte. Tony Stewart dazu: „Wir haben, verglichen mit dem was wir im Oktober getestet haben, einen richtig schlechten Reifen auf der rechten Seite. Ich glaube nicht, dass es jemanden gibt, der mit den Reifen glücklich ist. Nach zehn Jahren im Cup bin ich sehr enttäuscht mit all dem, was Goodyear so macht.“ Auf diese Kritik reagierte der Reifenhersteller und lud Anfang März einige Fahrer zum Test eines neuen Reifens zum Darlington Raceway, welcher kurz zuvor einen neuen Fahrbahnbelag bekam, ein. Jeff Gordon lobte den Raceway gab sich jedoch verhalten gegenüber der neuen Reifen.
Im April 2008 wurde mit Wechselgerüchten Tony Stewarts zu Haas CNC die Silly Season der NASCAR eingeleitet. Stewarts Wechsel wird durch die Automarke begründet, derzeit ist er in einem Toyota unterwegs, bei Haas CNC jedoch könnte er erneut einen Chevrolet fahren. Weiter diskutiert wurde über Greg Biffle, Carl Edwards und Jeff Burton. Carl Edwards schied aus der Diskussion aus, als bekannt wurde, dass er seinen Vertrag mit Roush Fenway Racing verlängern ließ.

### Fahrergesamtwertung
| Platz | Fahrer                | Punkte | Rückstand auf Führenden | Starts | Pole-Positions | Siege | Top 5 | Top 10 | Automarke |
| ----- | --------------------- | ------ | ----------------------- | ------ | -------------- | ----- | ----- | ------ | --------- |
| 1     | Jimmie Johnson        | 6684   | (-)                     | 36     | 6              | 7     | 15    | 22     | Chevrolet |
| 2     | Carl Edwards*         | 6615   | (-)69                   | 36     | 1              | 9     | 19    | 27     | Ford      |
| 3     | Greg Biffle           | 6467   | (-)217                  | 36     | 2              | 2     | 12    | 17     | Ford      |
| 4     | Kevin Harvick         | 5170   | (-)276                  | 36     | 0              | 0     | 7     | 19     | Chevrolet |
| 5     | Clint Bowyer          | 5170   | (-)303                  | 36     | 0              | 1     | 7     | 17     | Chevrolet |
| 6     | Jeff Burton           | 5148   | (-)349                  | 36     | 0              | 2     | 7     | 18     | Chevrolet |
| 7     | Jeff Gordon           | 5147   | (-)368                  | 36     | 4              | 0     | 13    | 19     | Chevrolet |
| 8     | Denny Hamlin          | 5146   | (-)470                  | 36     | 1              | 1     | 12    | 18     | Toyota    |
| 9     | Tony Stewart          | 5137   | (-)482                  | 36     | 0              | 1     | 10    | 16     | Toyota    |
| 10    | Kyle Busch            | 5134   | (-)498                  | 36     | 2              | 8     | 17    | 21     | Toyota    |
| 11    | Matt Kenseth          | 5121   | (-)500                  | 36     | 0              | 0     | 9     | 20     | Ford      |
| 12    | Dale Earnhardt junior | 5043   | (-)557                  | 36     | 1              | 1     | 10    | 16     | Chevrolet |
| 13    | David Ragan           | 3177   | (-)2385                 | 36     | 0              | 0     | 6     | 14     | Ford      |
| 14    | Kasey Kahne           | 3118   | (-)2599                 | 36     | 2              | 2     | 4     | 14     | Dodge     |
| 15    | Martin Truex junior   | 2964   | (-)2845                 | 36     | 0              | 0     | 3     | 11     | Chevrolet |

* Edwards wurden die 10 Bonuspunkte für seinen Sieg beim UAW-Dodge 400 auf dem Las Vegas Motor Speedway aberkannt, nachdem Unregelmäßigkeiten an seinem Wagen aufgetreten waren.

## Fahrzeuge

### Car of Tomorrow
Am 22. Mai 2007 gab die NASCAR bekannt, dass das Car of Tomorrow, kurz COT, entgegen den ursprünglichen Planungen in der gesamten NASCAR Sprint Cup Saison 2008 eingesetzt wird. Das COT kam in der Vorjahressaison in 16 Rennen zum Einsatz. Dodge setzte in den COT-Rennen der Saison 2007 einen Avenger ein. Im Jahr 2008 hingegen wird Dodge Charger-Chassis’ als COT einsetzen. Der Charger war bereits beim alten Automodell von 2005 bis 2007 in der NASCAR vertreten.

### Fahrzeughersteller Sprint Cup 2008
| Marke    | Modell              |
| -------- | ------------------- |
| Chrysler | Dodge Charger       |
| Ford     | Ford Fusion         |
| GM       | Chevrolet Impala SS |
| Toyota   | Toyota Camry        |

## Rennen
Alle Rennen der Sprint-Cup-Saison 2008 werden in den USA ausgetragen.

### Kurzübersicht
| Datum                                       | Rennen                                 | Rennstrecke                     | Pole-Position         | Sieger                |
| ------------------------------------------- | -------------------------------------- | ------------------------------- | --------------------- | --------------------- |
| 09.02.2008                                  | Budweiser Shootout*                    | Daytona International Speedway  | Kurt Busch            | Dale Earnhardt junior |
| 14.02.2008                                  | Gatorade Duel 1*                       | Daytona International Speedway  | Jimmie Johnson        | Dale Earnhardt junior |
| 14.02.2008                                  | Gatorade Duel 2*                       | Daytona International Speedway  | Michael Waltrip       | Denny Hamlin          |
| 17.02.2008                                  | Daytona 500                            | Daytona International Speedway  | Jimmie Johnson        | Ryan Newman           |
| 24.02.2008                                  | Auto Club 500                          | Auto Club Speedway              | Jimmie Johnson        | Carl Edwards          |
| 02.03.2008                                  | UAW-Dodge 400                          | Las Vegas Motor Speedway        | Kyle Busch            | Carl Edwards          |
| 09.03.2008                                  | Atlanta 500                            | Atlanta Motor Speedway          | Jeff Gordon           | Kyle Busch            |
| 16.03.2008                                  | Food City 500                          | Bristol Motor Speedway          | Jimmie Johnson        | Jeff Burton           |
| 30.03.2008                                  | Goody’s Cool Orange 500                | Martinsville Speedway           | Jeff Gordon           | Denny Hamlin          |
| 06.04.2008                                  | Samsung 500                            | Texas Motor Speedway            | Dale Earnhardt junior | Carl Edwards          |
| 12.04.2008                                  | Subway Fresh Fit 500                   | Phoenix International Raceway   | Ryan Newman           | Jimmie Johnson        |
| 27.04.2008                                  | Aaron’s 499                            | Talladega Superspeedway         | Joe Nemechek          | Kyle Busch            |
| 03.05.2008                                  | Crown Royal Presents The Dan Lowry 400 | Richmond International Raceway  | Denny Hamlin          | Clint Bowyer          |
| 10.05.2008                                  | Dodge Challenger 500                   | Darlington Raceway              | Greg Biffle           | Kyle Busch            |
| 17.05.2008                                  | NASCAR Sprint All-Star Race*           | Lowe’s Motor Speedway           | Kyle Busch            | Kasey Kahne           |
| 25.05.2008                                  | Coca-Cola 600                          | Lowe’s Motor Speedway           | Kyle Busch            | Kasey Kahne           |
| 01.06.2008                                  | Best Buy 400                           | Dover International Speedway    | Greg Biffle           | Kyle Busch            |
| 08.06.2008                                  | Pocono 500                             | Pocono Raceway                  | Kasey Kahne           | Kasey Kahne           |
| 15.06.2008                                  | LifeLock 400                           | Michigan International Speedway | Kyle Busch            | Dale Earnhardt junior |
| 22.06.2008                                  | Toyota/Save Mart 350                   | Infineon Raceway                | Kasey Kahne           | Kyle Busch            |
| 29.06.2008                                  | Lenox Industrial Tools 301             | New Hampshire Motor Speedway    | Patrick Carpentier    | Kurt Busch            |
| 05.07.2008                                  | Coke Zero 400                          | Daytona International Speedway  | Paul Menard           | Kyle Busch            |
| 13.07.2008                                  | LifeLock.com 400                       | Chicagoland Speedway            | Kyle Busch            | Kyle Busch            |
| 27.07.2008                                  | Allstate 400 at the Brickyard          | Indianapolis Motor Speedway     | Jimmie Johnson        | Jimmie Johnson        |
| 03.08.2008                                  | Sunoco Red Cross Pennsylvania 500      | Pocono Raceway                  | Jimmie Johnson        | Carl Edwards          |
| 10.08.2008                                  | Centurion Boats at The Glen            | Watkins Glen International      | Kyle Busch            | Kyle Busch            |
| 17.08.2008                                  | 3M Performance 400                     | Michigan International Speedway | Brian Vickers         | Carl Edwards          |
| 23.08.2008                                  | Sharpie 500                            | Bristol Motor Speedway          | Carl Edwards          | Carl Edwards          |
| 31.08.2008                                  | Pepsi 500                              | Auto Club Speedway              | Jimmie Johnson        | Jimmie Johnson        |
| 07.09.2008                                  | Chevy Rock and Roll 400**              | Richmond International Raceway  | Kyle Busch            | Jimmie Johnson        |
| Hier beginnt der „Chase for the Sprint Cup“ |                                        |                                 |                       |                       |
| 14.09.2008                                  | Sylvania 300                           | New Hampshire Motor Speedway    | Kyle Busch            | Greg Biffle           |
| 21.09.2008                                  | Camping World RV 400                   | Dover International Speedway    | Jeff Gordon           | Greg Biffle           |
| 28.09.2008                                  | Camping World RV 400                   | Kansas Speedway                 | Jimmie Johnson        | Jimmie Johnson        |
| 05.10.2008                                  | Amp Energy 500                         | Talladega Superspeedway         | Travis Kvapil         | Tony Stewart          |
| 11.10.2008                                  | Bank of America 500                    | Lowe’s Motor Speedway           | Jimmie Johnson        | Jeff Burton           |
| 19.10.2008                                  | TUMS QuikPak 500                       | Martinsville Speedway           | Jimmie Johnson        | Jimmie Johnson        |
| 26.10.2008                                  | Pep Boys Auto 500                      | Atlanta Motor Speedway          | Jimmie Johnson        | Carl Edwards          |
| 02.11.2008                                  | Dickies 500                            | Texas Motor Speedway            | Jeff Gordon           | Carl Edwards          |
| 09.11.2008                                  | Checker O’Reilly Auto Parts 500        | Phoenix International Raceway   | Jimmie Johnson        | Jimmie Johnson        |
| 16.11.2008                                  | Ford 400                               | Homestead-Miami Speedway        | David Reutimann       | Carl Edwards          |

* = Rennen, bei welchen keine Punkte vergeben werden
** = Wegen schlechtem Wetter von Samstag Abend auf Sonntag verschoben

### Budweiser Shootout – Daytona Beach, Florida
Das Budweiser Shootout fand am 9. Februar 2008 auf dem Daytona International Speedway statt. Hierbei wurden keine Punkte für die laufende Saison vergeben. Vor dem Rennen wurden bereits zwei Trainings-Sessions abgehalten. Während der zweiten Ausfahrt wurden elf von 23 Fahrzeugen bis zur Fahruntauglichkeit hin demoliert. Eigentlich war das zweite Training nur für letzte Handlingchecks vorgesehen. 
Das Budweiser Shootout ist zugleich das erste offizielle Rennen in der Cup-Saison sowie auch das erste NASCAR-Rennen der Speedweeks.
Das erste Training wurde von Tony Stewart (Joe Gibbs Racing) dominiert, beim zweiten ging die Bestleistung an Reed Sorenson (Ganassi-Dodge). 
Der letztendliche Sieg ging an Dale Earnhardt junior in seinem ersten Rennen für Hendrick Motorsports. Zweiter beim 30. Shootout wurde Tony Stewart (Joe Gibbs Racing), dritter Jimmie Johnson (Hendrick Motorsports). Letztere beiden Piloten mussten mit Ersatz-Fahrzeugen starten, da sie in die Unfälle des zweiten freien Trainings involviert waren.

### Gatorade Duel 1 – Daytona Beach, Florida
Das Gatorade Duel 1 fand am 14. Februar auf dem Daytona International Speedway statt. Sieger war, wie auch schon beim Budweiser Shootout, Dale Earnhardt, Jr.
| Platz | Wagen-Nr. | Fahrer              | Automarke | Team                 |
| ----- | --------- | ------------------- | --------- | -------------------- |
| 1     | 88        | Dale Earnhardt, Jr. | Chevrolet | Hendrick Motorsports |
| 2     | 41        | Reed Sorenson       | Chevrolet | Chip Ganassi Racing  |
| 3     | 12        | Ryan Newman         | Dodge     | Penske Racing        |
| 4     | 5         | Casey Mears         | Chevrolet | Hendrick Motorsports |
| 5     | 99        | Carl Edwards        | Ford      | Roush Fenway Racing  |
| 6     | 43        | Bobby Labonte       | Dodge     | Petty Enterprises    |
| 7     | 42        | Juan Pablo Montoya  | Dodge     | Chip Ganassi Racing  |
| 8     | 87        | Kenny Wallace       | Chevrolet | Furniture Row Racing |
| 9     | 77        | Sam Hornish junior  | Dodge     | Penske Racing        |
| 10    | 15        | Paul Menard         | Chevrolet | Dale Earnhardt, Inc. |

### Gatorade Duel 2 – Daytona Beach, Florida
Das Gatorade Duel 2 fand am 14. Februar auf dem Daytona International Speedway statt. Denny Hamlin holte den ersten Sieg für die Marke Toyota im Cup überhaupt.

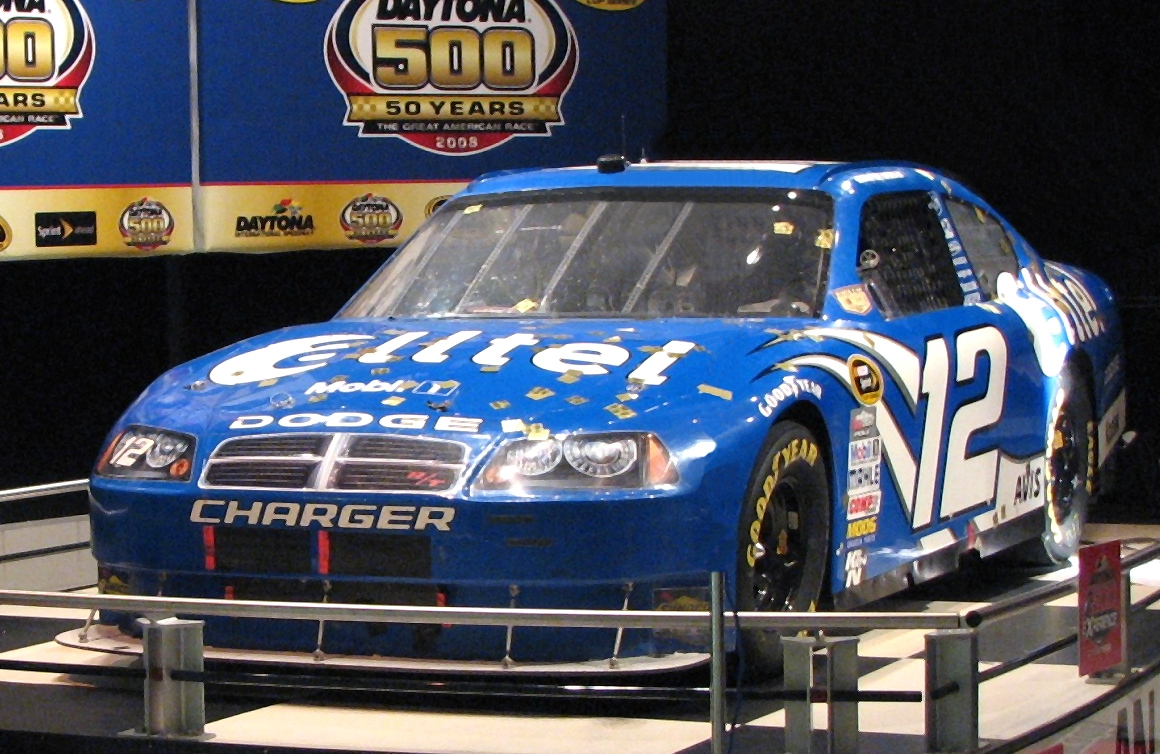
Ryan Newmans #12 nach dem Rennen in der Gatorade Victory Lane.

| Platz | Wagen-Nr. | Fahrer        | Automarke | Team                         |
| ----- | --------- | ------------- | --------- | ---------------------------- |
| 1     | 11        | Denny Hamlin  | Toyota    | Joe Gibbs Racing             |
| 2     | 20        | Tony Stewart  | Toyota    | Joe Gibbs Racing             |
| 3     | 24        | Jeff Gordon   | Chevrolet | Hendrick Motorsports         |
| 4     | 9         | Kasey Kahne   | Dodge     | Gillett Evernham Motorsports |
| 5     | 8         | Mark Martin   | Chevrolet | Dale Earnhardt, Inc.         |
| 6     | 6         | David Ragan   | Ford      | Roush Fenway Racing          |
| 7     | 29        | Kevin Harvick | Chevrolet | Richard Childress Racing     |
| 8     | 16        | Greg Biffle   | Ford      | Roush Fenway Racing          |
| 9     | 44        | Dale Jarrett  | Toyota    | Michael Waltrip Racing       |
| 10    | 34        | John Andretti | Chevrolet | Front Row Motorsports        |

### Daytona 500 – Daytona Beach, Florida
Das erste Rennen der Saison fand am 17. Februar auf dem Daytona International Speedway statt. Auf den vorderen Positionen startete Michael Waltrip hinter dem letztjährigen Champion Jimmie Johnson. In der Startaufstellung eingefunden haben sich 16 Chevrolet Impalas, elf Dodge Charger, neun Toyota Camrys und sieben Ford Fusion. Nach einer ruhigen Anfangsphase gewannen die Fahrer Ryan Newman und Kurt Busch für Penske Racing. Im Voraus wurde Dodge keine Siegchance angerechnet, was den Gewinn umso überraschender gestaltete. Der Sieg ist auch dem guten Zusammenspiel der beiden Piloten zuzuschreiben. Generell war dieses Rennen der erste Sieg für Dodge in einem Restrictor-Plate-Rennen. Newman erhielt für seine erbrachte Leistung ein Siegeshonorar von 1.445.250 $. Insgesamt wurde Preisgeld in Höhe von 18,6 Millionen US-Dollar vergeben.
| Platz | Wagen-Nr. | Fahrer              | Automarke | Team                         |
| ----- | --------- | ------------------- | --------- | ---------------------------- |
| 1     | 12        | Ryan Newman         | Dodge     | Penske Racing                |
| 2     | 2         | Kurt Busch          | Dodge     | Penske Racing                |
| 3     | 20        | Tony Stewart        | Toyota    | Joe Gibbs Racing             |
| 4     | 18        | Kyle Busch          | Toyota    | Joe Gibbs Racing             |
| 5     | 41        | Reed Sorenson       | Dodge     | Chip Ganassi Racing          |
| 6     | 19        | Elliott Sadler      | Dodge     | Gillett Evernham Motorsports |
| 7     | 9         | Kasey Kahne         | Dodge     | Gillett Evernham Motorsports |
| 8     | 7         | Robby Gordon        | Dodge     | Robby Gordon Motorsports     |
| 9     | 88        | Dale Earnhardt, Jr. | Chevrolet | Hendrick Motorsports         |
| 10    | 16        | Greg Biffle         | Ford      | Roush Fenway Racing          |

- Pole Position: Jimmie Johnson
- Rennlänge: 200 Runden, 500 Meilen (805 Kilometer)

- Fahrer, die sich nicht für das Rennen qualifizierten: Carl Long (#08), Sterling Marlin (#09), Patrick Carpentier (#10), Bill Elliott (#21), Jacques Villeneuve (#27), Eric McClure (#37), Ken Schrader (#49), Stanton Barrett (#50), A. J. Allmendinger (#84)

### Auto Club 500 – Fontana, Kalifornien

Streckenübersicht des Auto Club Speedway

Das zweite Rennen der Saison fand am 25. Februar auf dem Auto Club Speedway statt. Die Qualifikation fiel wegen starker Regenfälle aus und so wurden die Meisterschaftsergebnisse von 2007 für die Startaufstellung der Plätze eins bis 36 herangezogen. Bei den weiteren Positionen erhielten die letztjährigen Rennsieger ein Vorrecht auf die bestmögliche Position, somit startete Kurt Busch auf Rang 36.
Eigentlich war das Rennen für den Sonntag angesetzt, jedoch wurde es wegen starken Regens auf den Montag verschoben. Während des ersten Rennanlaufs kam Denny Hamlin von der Bahn ab und fuhr auf die Mauer. Nach den ersten zehn Runden führte Jeff Gordon mit vier Sekunden Vorsprung. Nach insgesamt 87 Runden wurde das Rennen dann auf den Montag verschoben. Circa 20 Runden vor Schluss führte der Daytona-500-Sieger Ryan Newman das Feld an, durch einen Kontakt mit der Mauer verlor dieser aber die Führung und Carl Edwards gewann für Ford das Rennen.
In Deutschland war dies das erste Rennen, welches nicht – seit Rechteerwerb des Pay-TV-Senders – live von Premiere übertragen wurde. Der Kommentator dazu: „Lieber eine Zusammenfassung, als gar kein Rennen im deutschen Fernsehen.“ Siehe auch, Abschnitt Fernsehübertragung.
| Platz | Wagen-Nr. | Fahrer              | Automarke | Team                         |
| ----- | --------- | ------------------- | --------- | ---------------------------- |
| 1     | 99        | Carl Edwards        | Ford      | Roush Fenway Racing          |
| 2     | 48        | Jimmie Johnson      | Chevrolet | Hendrick Motorsports         |
| 3     | 24        | Jeff Gordon         | Chevrolet | Hendrick Motorsports         |
| 4     | 18        | Kyle Busch          | Toyota    | Joe Gibbs Racing             |
| 5     | 17        | Matt Kenseth        | Ford      | Roush Fenway Racing          |
| 6     | 1         | Martin Truex junior | Chevrolet | Dale Earnhardt, Inc.         |
| 7     | 20        | Tony Stewart        | Toyota    | Joe Gibbs Racing             |
| 8     | 29        | Kevin Harvick       | Chevrolet | Richard Childress Racing     |
| 9     | 9         | Kasey Kahne         | Dodge     | Gillett Evernham Motorsports |
| 10    | 12        | Ryan Newman         | Dodge     | Penske Racing                |

- Fahrer, die sich nicht für das Rennen qualifizierten: A. J. Allmendinger (#84), Ken Schrader (#49), Mike Skinner (#27), Burney Lamar (#08), Patrick Carpentier (#10)

### UAW-Dodge 400 – Las Vegas, Nevada

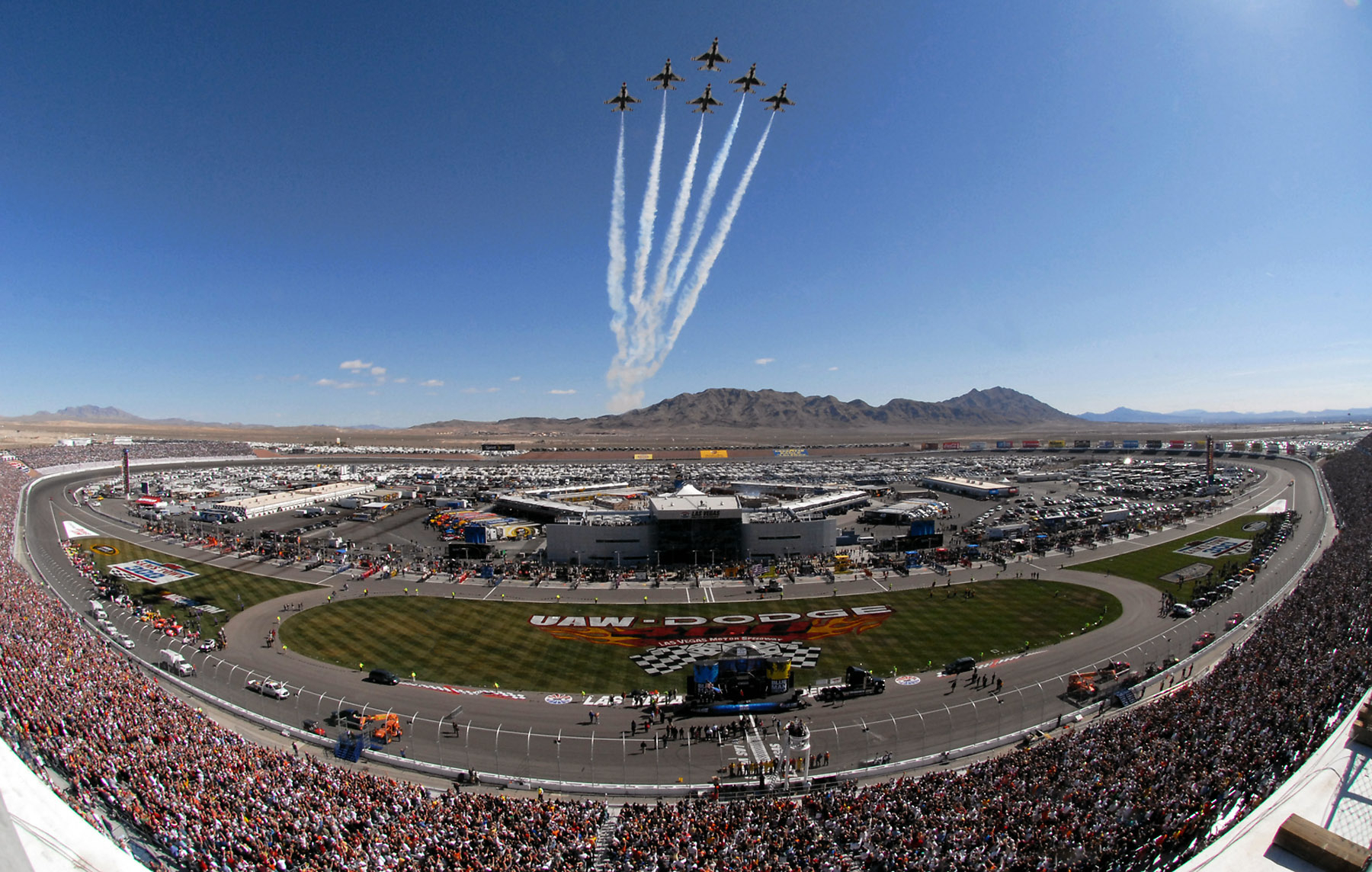
Die USAF Thunderbirds vor dem Rennen

Das dritte Rennen der Saison fand am 2. März auf dem Las Vegas Motor Speedway statt.
| Platz | Wagen-Nr. | Fahrer              | Automarke | Team                         |
| ----- | --------- | ------------------- | --------- | ---------------------------- |
| 1     | 99        | Carl Edwards        | Ford      | Roush Fenway Racing          |
| 2     | 88        | Dale Earnhardt, Jr. | Chevrolet | Hendrick Motorsports         |
| 3     | 16        | Greg Biffle         | Ford      | Roush Fenway Racing          |
| 4     | 29        | Kevin Harvick       | Chevrolet | Richard Childress Racing     |
| 5     | 31        | Jeff Burton         | Chevrolet | Richard Childress Racing     |
| 6     | 9         | Kasey Kahne         | Dodge     | Gillett Evernham Motorsports |
| 7     | 6         | David Ragan         | Ford      | Roush Fenway Racing          |
| 8     | 28        | Travis Kvapil       | Ford      | Yates Racing                 |
| 9     | 11        | Denny Hamlin        | Toyota    | Joe Gibbs Racing             |
| 10    | 8         | Mark Martin         | Chevrolet | Dale Earnhardt, Inc.         |

- Pole Position: Kyle Busch
- Rennlänge: 400 Meilen (644 km), 267 Runden

- Fahrer, die sich nicht für das Rennen qualifizierten: Johnny Sauter (#21; Unfall während des Qualifyings), John Andretti (#34), Joe Nemechek (#78), A. J. Allmendinger (#84)

### Kobalt Tools 500 – Atlanta, Georgia

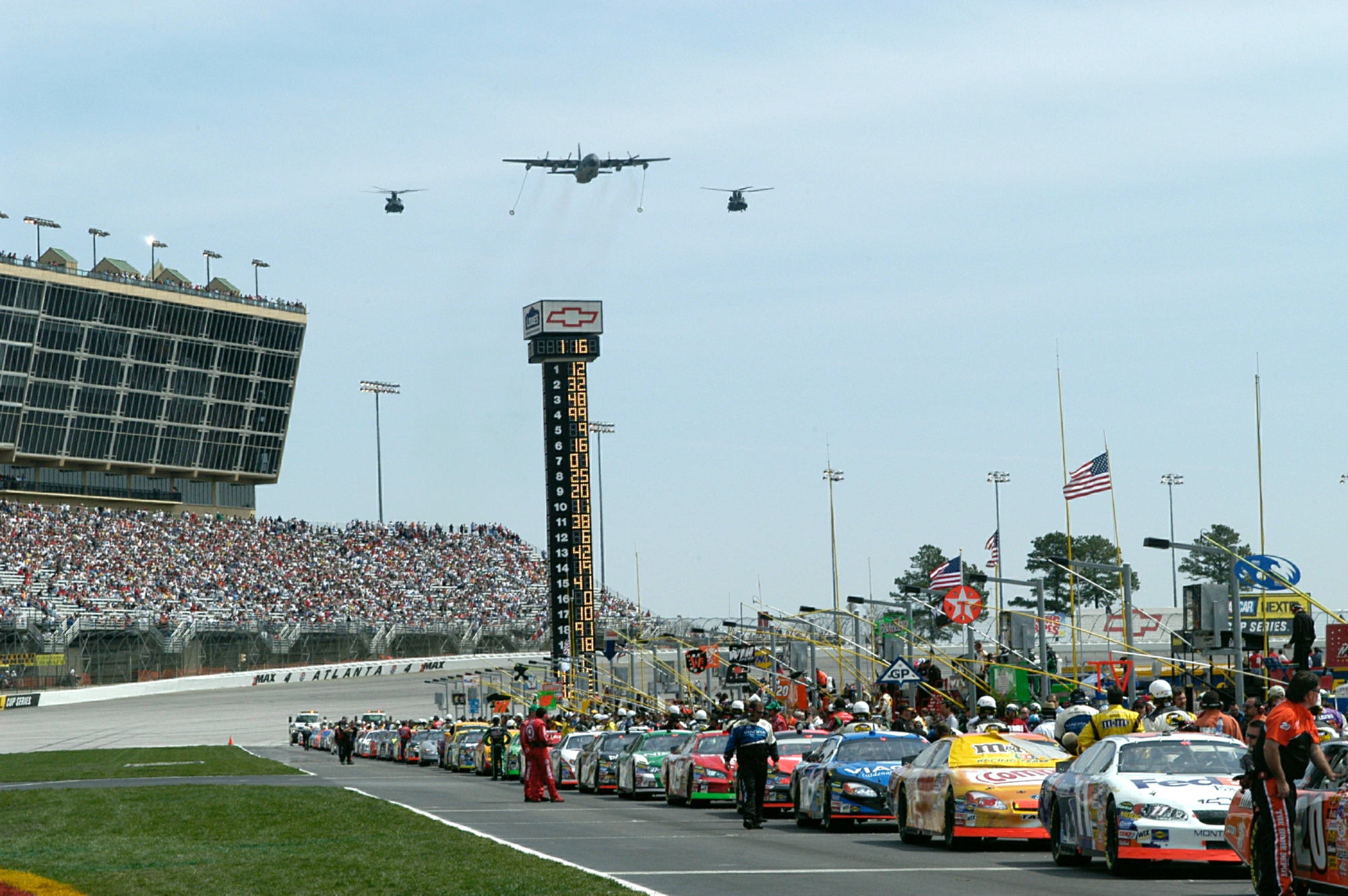
Der Atlanta Motor Speedway

Das vierte Rennen der Saison fand am 9. März auf dem Atlanta Motor Speedway statt. Zum vierten Saisonrennen traten insgesamt neun Fahrer mit neu lackierten Fahrzeugen an, diese sind: Sam Hornish junior, Juan Pablo Montoya, Tony Stewart, Kyle Busch, Jimmie Johnson, Kyle Petty, Carl Edwards, Robby Gordon und Patrick Carpentier. Beim ersten freien Training fuhr Dale Earnhardt, Jr. die schnellste Rundenzeit ein, dieser hat in Atlanta ein Heimrennen Selbiger startete auch auf der Pole-Position ins Rennen, konnte diese Position für einige Runden halten, musste sich aber später Kyle Busch und Tony Stewart geschlagen geben und beendete das Rennen auf dem dritten Platz. Die Toyotas konnten ihren ersten Rennsieg in derer noch recht jungen Rennhistorie verzeichnen. Das letzte nicht amerikanische Team gewann 1954. Juan Pablo Montoya fuhr auf Rang 16 ein und hatte dadurch schon einen Punkterückstand von 79 Zählern. Carl Edwards, welcher in dieser Saison zweimal siegreich war, musste unter schwarzer Flagge das Rennen aufgeben. Jacques Villeneuve wird mit dem Bill-Davis-Team auch im kommenden Rennen nicht antreten, da sich kein Sponsor für das Team fand. Alle drei Childress-Chevrolet schafften den Sprung in die Top 10 des Rennens.
„Dieses Auto und dieser Reifen auf dieser Rennstrecke waren einfach schrecklich“, so bezeichnete der vierfache Champion Jeff Gordon (Platz 5) die Rennverhältnisse in Atlanta.
| Platz | Wagen-Nr. | Fahrer              | Automarke | Team                     |
| ----- | --------- | ------------------- | --------- | ------------------------ |
| 1     | 18        | Kyle Busch          | Toyota    | Joe Gibbs Racing         |
| 2     | 20        | Tony Stewart        | Toyota    | Joe Gibbs Racing         |
| 3     | 88        | Dale Earnhardt, Jr. | Chevrolet | Hendrick Motorsports     |
| 4     | 16        | Greg Biffle         | Ford      | Roush Fenway Racing      |
| 5     | 24        | Jeff Gordon         | Chevrolet | Hendrick Motorsports     |
| 6     | 07        | Clint Bowyer        | Chevrolet | Richard Childress Racing |
| 7     | 29        | Kevin Harvick       | Chevrolet | Richard Childress Racing |
| 8     | 17        | Matt Kenseth        | Ford      | Roush Fenway Racing      |
| 9     | 83        | Brian Vickers       | Toyota    | Team Red Bull            |
| 10    | 31        | Jeff Burton         | Chevrolet | Richard Childress Racing |

- Pole Position: Dale Earnhardt, Jr.
- Rennlänge: 325 Runden, 500 Meilen (805,9 km)
- Meiste Führungsrunden: Kyle Busch
- Fahrer, die sich nicht für das Rennen qualifizierten: Ken Schrader (#49), Bill Elliott (#21), Johnny Benson (#27), John Andretti (#34), Burney Lamar (#08)

### Food City 500 – Bristol, Tennessee
Das fünfte Rennen der Saison fand am 16. März auf dem Bristol Motor Speedway statt. Nach 24 Jahren, 668 Rennen und 32 Einzelsiegen war dies das letzte Rennen für Dale Jarrett
| Platz | Wagen-Nr. | Fahrer              | Automarke | Team                         |
| ----- | --------- | ------------------- | --------- | ---------------------------- |
| 1     | 31        | Jeff Burton         | Chevrolet | Richard Childress Racing     |
| 2     | 29        | Kevin Harvick       | Chevrolet | Richard Childress Racing     |
| 3     | 07        | Clint Bowyer        | Chevrolet | Richard Childress Racing     |
| 4     | 16        | Greg Biffle         | Ford      | Roush Fenway Racing          |
| 5     | 88        | Dale Earnhardt, Jr. | Chevrolet | Hendrick Motorsports         |
| 6     | 11        | Denny Hamlin        | Toyota    | Joe Gibbs Racing             |
| 7     | 9         | Kasey Kahne         | Dodge     | Gillett Evernham Motorsports |
| 8     | 8         | Aric Almirola       | Chevrolet | Dale Earnhardt Incorporated  |
| 9     | 38        | David Gilliland     | Ford      | Yates Racing                 |
| 10    | 17        | Matt Kenseth        | Ford      | Roush Fenway Racing          |

- Pole Position: Jimmie Johnson
- Rennlänge: 506 Runden

- Fahrer, die sich nicht für das Rennen qualifizierten: Patrick Carpentier (#10), Jeff Green (#21), John Andretti (#34)

### Goody’s Cool Orange 500 – Martinsville, Virginia
Das sechste Rennen der Saison fand am 30. März auf dem Martinsville Speedway statt. Der UPS-Toyota von Dale Jarrett wird seit diesem Rennen von David Reutimann gefahren, das Steuer von dessen ehemaligem Wagen wird vom Rookie Michael McDowell übernommen.
| Platz | Wagen-Nr. | Fahrer              | Automarke | Team                     |
| ----- | --------- | ------------------- | --------- | ------------------------ |
| 1     | 11        | Denny Hamlin        | Toyota    | Joe Gibbs Racing         |
| 2     | 24        | Jeff Gordon         | Chevrolet | Hendrick Motorsports     |
| 3     | 31        | Jeff Burton         | Chevrolet | Richard Childress Racing |
| 4     | 48        | Jimmie Johnson      | Chevrolet | Hendrick Motorsports     |
| 5     | 20        | Tony Stewart        | Toyota    | Joe Gibbs Racing         |
| 6     | 88        | Dale Earnhardt, Jr. | Chevrolet | Hendrick Motorsports     |
| 7     | 5         | Casey Mears         | Chevrolet | Hendrick Motorsports     |
| 8     | 26        | Jamie McMurray      | Ford      | Roush Fenway Racing      |
| 9     | 99        | Carl Edwards        | Ford      | Roush Fenway Racing      |
| 10    | 07        | Clint Bowyer        | Chevrolet | Richard Childress Racing |

- Pole Position: Jeff Gordon
- Rennlänge: 500 Runden, 263 Meilen (423,24 km)
- Meiste Führungsrunden: Kyle Busch
- Fahrer, die sich nicht für das Rennen qualifizierten: Kyle Petty (#45), Tony Raines (#08), John Andretti (#34), Joe Nemechek (#78)

### Samsung 500 – Fort Worth, Texas

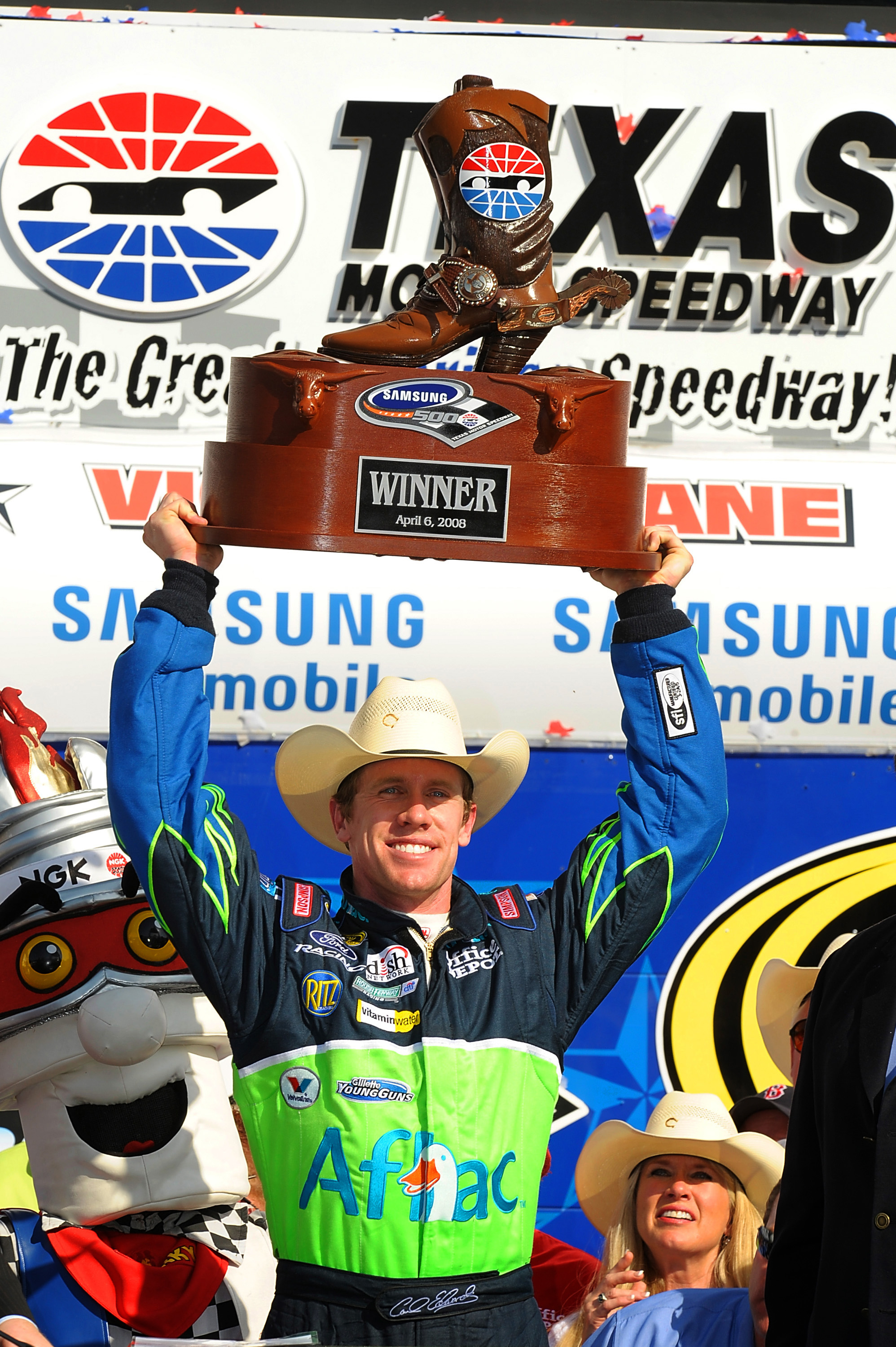
Carl Edwards mit der Siegertrophäe

Das siebte Rennen der Saison findet am 6. April auf dem Texas Motor Speedway statt.
| Platz | Wagen-Nr. | Fahrer         | Automarke | Team                     |
| ----- | --------- | -------------- | --------- | ------------------------ |
| 1     | 99        | Carl Edwards   | Ford      | Roush Fenway Racing      |
| 2     | 48        | Jimmie Johnson | Chevrolet | Hendrick Motorsports     |
| 3     | 18        | Kyle Busch     | Toyota    | Joe Gibbs Racing         |
| 4     | 12        | Ryan Newman    | Dodge     | Penske Racing₩           |
| 5     | 11        | Denny Hamlin   | Toyota    | Joe Gibbs Racing         |
| 6     | 31        | Jeff Burton    | Chevrolet | Richard Childress Racing |
| 7     | 20        | Tony Stewart   | Toyota    | Joe Gibbs Racing         |
| 8     | 8         | Mark Martin    | Chevrolet | Dale Earnhardt, Inc.     |
| 9     | 17        | Matt Kenseth   | Ford      | Roush Fenway Racing      |
| 10    | 07        | Clint Bowyer   | Chevrolet | Richard Childress Racing |

- Pole Position: Dale Earnhardt junior
- Rennlänge: 339 Runden, 508,5 Meilen (817 km)
- Meiste Führungsrunden: Carl Edwards
- Fahrer, die sich nicht für das Rennen qualifizierten: Dario Franchitti (#40), Chad McCumbee (#45), Burney Lamar (#08)

### Subway Fresh Fit 500 – Phoenix, Arizona
Das achte Rennen der Saison fand am 12. April auf dem Phoenix International Raceway statt. Eine Besonderheit des Rennens ist, dass es unter Flutlicht ausgetragen wurde. Empörung löste vor dem Rennen im Fahrerlager die Nachricht aus, dass der Craftsman-Truck-Fahrer Aaron Fike mehrere Rennen unter Heroineinfluss bestritten hat: „Das kann ich gar nicht glauben, das ist doch absurd“ – Jimmie Johnson. Als Resultat aus dem Skandal bildete sich die Forderung mehrerer Piloten, zufällige Drogentests durchzuführen. Dazu meinte Tony Stewart: „Ich wurde noch nie zu einem Drogentest zitiert, aber ich glaube, dass es Vorschrift werden sollte“. 
Titelverteidiger Jimmie Johnson fuhr den ersten Saisonsieg für Hendrick Motorsports ein und siegte vor Clint Bowyer, Jeff Burton übernahm die Gesamtführung. Der Grund für den Sieg lag hauptsächlich bei der guten Spritstrategie. Die Vorberichterstattung des Rennens wurden wegen des durch Regen verspäteten Baseball-Spiels New York Yankees gegen Boston Red Sox unterbrochen. FOX setzte die Übertragung bei Runde zwei wieder ein, Premiere verzichtete vorerst auf die Zusammenfassung am Montag komplett und zeigte diese am Dienstag.
| Platz | Wagen-Nr. | Fahrer              | Automarke | Team                     |
| ----- | --------- | ------------------- | --------- | ------------------------ |
| 1     | 48        | Jimmie Johnson      | Chevrolet | Hendrick Motorsports     |
| 2     | 07        | Clint Bowyer        | Chevrolet | Richard Childress Racing |
| 3     | 11        | Denny Hamlin        | Toyota    | Joe Gibbs Racing         |
| 4     | 99        | Carl Edwards        | Ford      | Roush Fenway Racing      |
| 5     | 8         | Mark Martin         | Chevrolet | Dale Earnhardt, Inc.     |
| 6     | 31        | Jeff Burton         | Chevrolet | Richard Childress Racing |
| 7     | 88        | Dale Earnhardt, Jr. | Chevrolet | Hendrick Motorsports     |
| 8     | 1         | Martin Truex junior | Chevrolet | Dale Earnhardt, Inc.     |
| 9     | 16        | Greg Biffle         | Ford      | Roush Fenway Racing      |
| 10    | 18        | Kyle Busch          | Toyota    | Joe Gibbs Racing         |

- Pole Position: Ryan Newman
- Rennlänge: 312 Runden, 312 Meilen (502 km)
- Meiste Führungsrunden: Jimmie Johnson
- Fahrer, die sich nicht für das Rennen qualifizierten: Kyle Petty (#45), John Andretti (#34)

### Aaron’s 499 – Talladega, Alabama

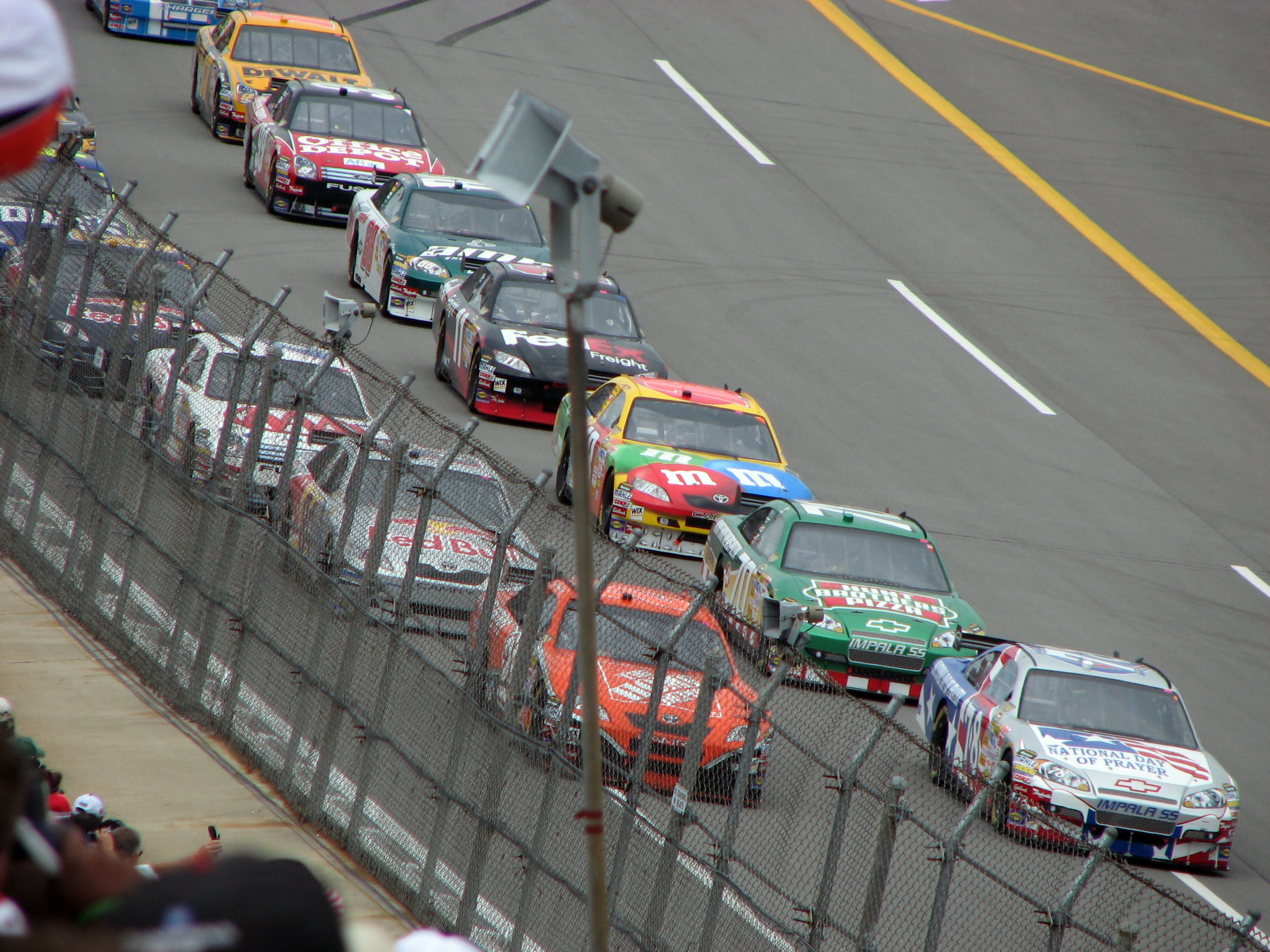
Grüne Flagge auf dem Talladega Superspeedway

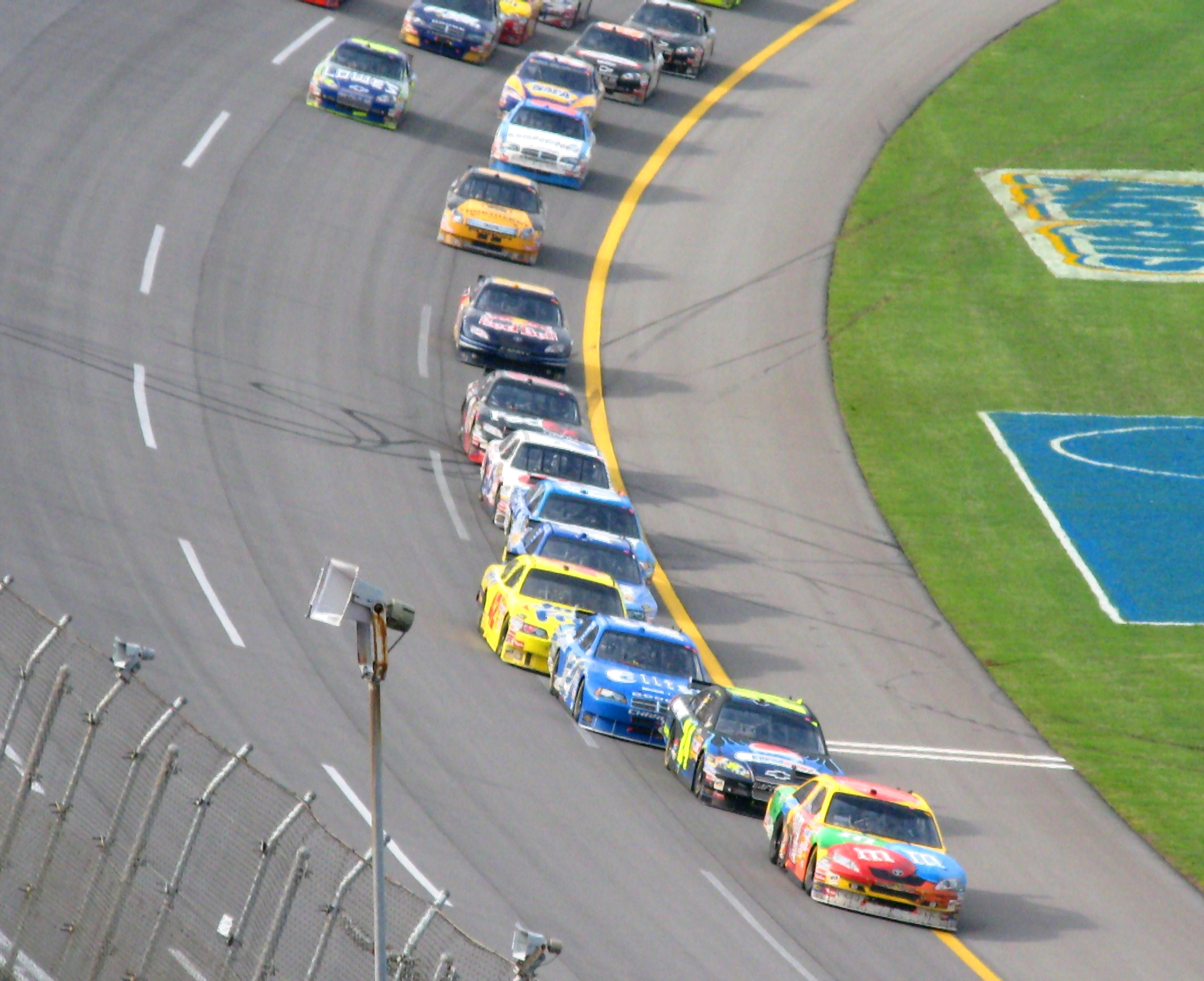
Das Fahrerfeld des Rennens angeführt von Kyle Busch

Das neunte Rennen der Saison fand am 27. April auf dem Talladega Superspeedway statt. Es war nach dem Daytona 500 das zweite Restrictor Plate-Rennen der Saison. Die Pole-Position sicherte sich Joe Nemechek vor Tony Stewart und Ken Schrader. Wie üblich bei Rennen mit Luftmengenbegrenzer erlangten die Fahrer gute Positionen nur, indem sie mit anderen kooperierten, so geschehen gleich zu Rennbeginn zwischen dem Toyota-Fahrer Denny Hamlin und dem Ford-Insassen Jamie McMurray. Das nächste derartige Manöver wurde von Brian Vickers und Jeff Gordon auf Dale Earnhardt junior ausgeübt, was diesem Rang eins einbrachte. Die Position hielt der dortige Publikumsliebling insgesamt 46 Runden lang. Die Führung wechselte konstant und so kam es, dass Paul Menard, sowie Brian Vickers, Juan Pablo Montoya, Ryan Newman und Kevin Harvick alle eine Führungsrunde verzeichnen konnten. Die Fahrer Kyle Busch und Brian Vickers schafften es beide nicht ihre Tankstopps wunschgemäß zu absolvieren, Busch verfehlte die Einfahrt zu seiner Box, Vickers Wagen kam bei der Boxenausfahrt ins Drehen. Nach der ersten Rennhälfte galt also die Devise Gibbs gegen Hendrick. Earnhardt Jr. lag vor Stewart und Hamlin, auf ersteren drohte jedoch das Einschlafen seines Gasfußes. Tony Stewart schied wegen einer Mauerberührung, welche seinen Reifen beschädigte, von dem Kampf um den Einzug in die Victory Lane aus. Überraschend gut zeigte sich Paul Menard, die Leistung wurde jedoch wegen eines von Ryan Newman, David Stremme und Juan Pablo Montoya missglückten Bumpdrafts zunichtegemacht. Das Finale des Rennens wurde mit einem von Earnhardt Jr. und Stewart verursachten Big One eröffnet. Verwickelt wurden außerdem Bobby Labonte, Martin Truex Jr., Kurt Busch und Jamie McMurray. Knapp 30 Runden vor Schluss bestand die Top 5 aus Michael Waltrip, Jimmie Johnson, Kyle Busch, Juan Pablo Montoya und Jeff Gordon. Jimmie Johnson übernahm kurzzeitig die Führung, wurde aber bald von Kyle Busch abgelöst. Zu verdanken hatte Busch das Jeff Gordon, Montoya, Stremme und Denny Hamlin. Der Sieg von Kyle Busch wurde letztendlich durch eine vom zweiten Big One ausgelöste Gelbphase in trockene Tücher gefahren.
| Platz | Wagen-Nr. | Fahrer              | Automarke | Team                     |
| ----- | --------- | ------------------- | --------- | ------------------------ |
| 1     | 18        | Kyle Busch          | Toyota    | Joe Gibbs Racing         |
| 2     | 42        | Juan Pablo Montoya  | Dodge     | Chip Ganassi Racing      |
| 3     | 11        | Denny Hamlin        | Toyota    | Joe Gibbs Racing         |
| 4     | 6         | David Ragan         | Ford      | Roush Fenway Racing      |
| 5     | 83        | Brian Vickers       | Toyota    | Team Red Bull            |
| 6     | 28        | Travis Kvapil       | Ford      | Roush Fenway Racing      |
| 7     | 5         | Casey Mears         | Chevrolet | Hendrick Motorsports     |
| 8     | 12        | Ryan Newman         | Dodge     | Penske Racing            |
| 9     | 07        | Clint Bowyer        | Chevrolet | Richard Childress Racing |
| 10    | 88        | Dale Earnhardt, Jr. | Chevrolet | Hendrick Motorsports     |

- Pole Position: Joe Nemechek
- Rennlänge: 188 Runden, 500,08 Meilen (805 km)
- Meiste Führungsrunden: Tony Stewart
- Fahrer, die sich nicht für das Rennen qualifizierten: Dave Blaney (#22), John Andretti (#34),

J. J. Yeley (#96)

### Crown Royal Presents The Dan Lowry 400 – Richmond, Virginia
Das zehnte Rennen der Saison fand am 3. Mai auf dem Richmond International Raceway statt.
| Platz | Wagen-Nr. | Fahrer            | Automarke | Team                         |
| ----- | --------- | ----------------- | --------- | ---------------------------- |
| 1     | 07        | Clint Bowyer      | Chevrolet | Richard Childress Racing     |
| 2     | 18        | Kyle Busch        | Toyota    | Joe Gibbs Racing             |
| 3     | 8         | Mark Martin       | Chevrolet | Dale Earnhardt, Inc.         |
| 4     | 20        | Tony Stewart      | Toyota    | Joe Gibbs Racing             |
| 5     | 1         | Martin Truex, Jr. | Chevrolet | Dale Earnhardt, Inc.         |
| 6     | 12        | Ryan Newman       | Dodge     | Penske Racing                |
| 7     | 99        | Carl Edwards      | Ford      | Roush Fenway Racing          |
| 8     | 29        | Kevin Harvick     | Chevrolet | Richard Childress Racing     |
| 9     | 24        | Jeff Gordon       | Chevrolet | Hendrick Motorsports         |
| 10    | 9         | Kasey Kahne       | Dodge     | Gillett Evernham Motorsports |

- Pole Position: Denny Hamlin
- Rennlänge: 410 Runden, 307,5 Meilen (495 km, Green-White-Checkered)
- Meiste Führungsrunden: Denny Hamlin
- Fahrer, die sich nicht für das Rennen qualifizierten: Jon Wood (#21), Scott Wimmer (#33), John Andretti (#34), Ken Schrader (#40)

### Dodge Challenger 500 – Darlington, South Carolina

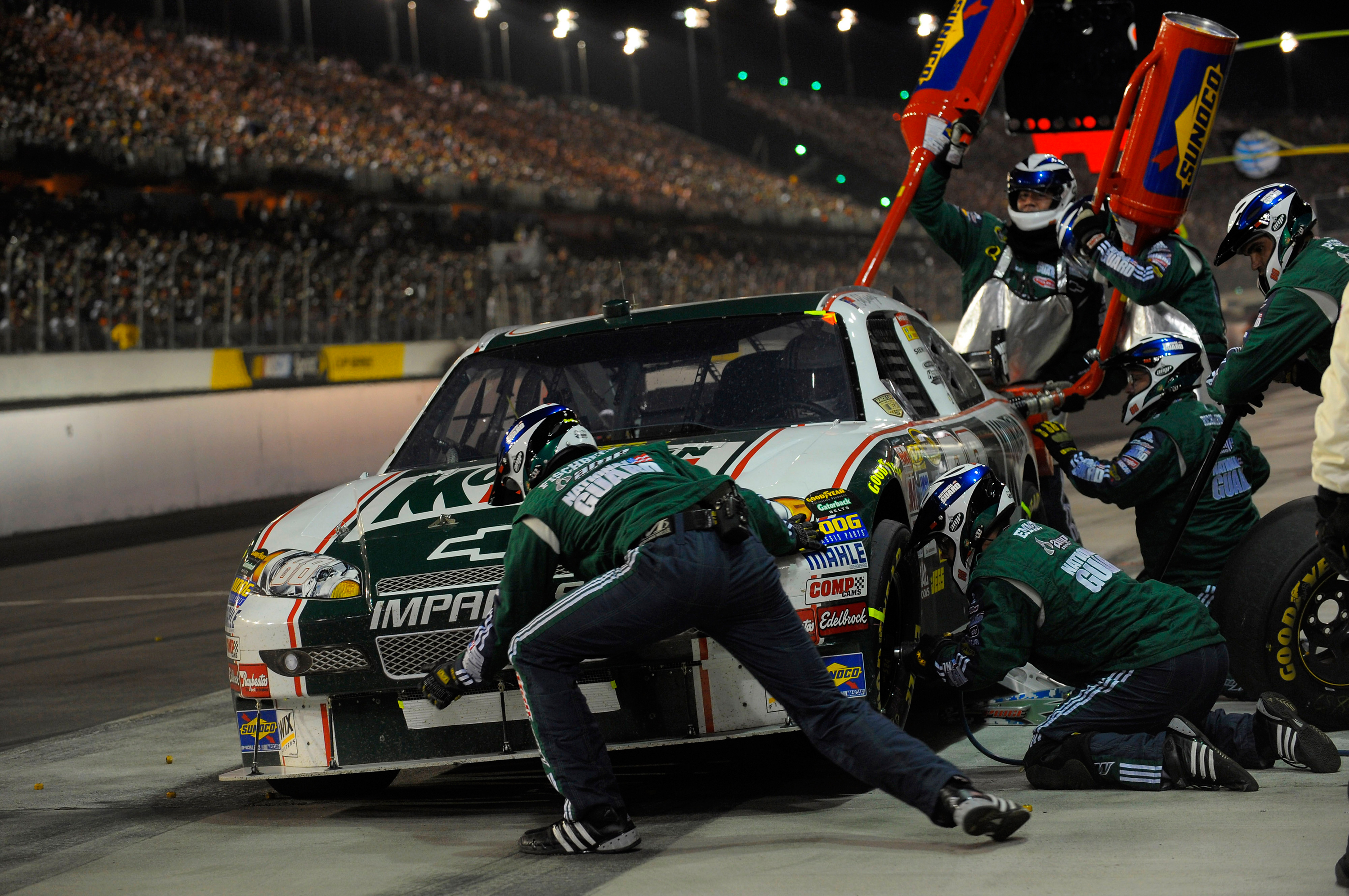
Boxenstopp am Auto von „Junior“

Das elfte Rennen der Saison fand am 10. Mai auf dem Darlington Raceway statt. Kyle Busch gewann das Rennen trotz mehrerer Probleme, die ihn zeitweise bis auf den 23. Platz zurückwarfen.
| Platz | Wagen-Nr. | Fahrer                | Automarke | Team                     |
| ----- | --------- | --------------------- | --------- | ------------------------ |
| 1     | 18        | Kyle Busch            | Toyota    | Joe Gibbs Racing         |
| 2     | 99        | Carl Edwards          | Ford      | Roush Fenway Racing      |
| 3     | 24        | Jeff Gordon           | Chevrolet | Hendrick Motorsports     |
| 4     | 88        | Dale Earnhardt junior | Chevrolet | Hendrick Motorsports     |
| 5     | 6         | David Ragan           | Ford      | Roush Fenway Racing      |
| 6     | 17        | Matt Kenseth          | Ford      | Roush Fenway Racing      |
| 7     | 11        | Denny Hamlin          | Toyota    | Joe Gibbs Racing         |
| 8     | 28        | Travis Kvapil         | Ford      | Yates Racing             |
| 9     | 22        | Dave Blaney           | Toyota    | Bill Davis Racing        |
| 10    | 31        | Jeff Burton           | Chevrolet | Richard Childress Racing |

- Pole Position: Greg Biffle
- Rennlänge: 367 Runden, 501 Meilen (807 km)
- Meiste Führungsrunden: Kyle Busch
- Fahrer, die sich nicht für das Rennen qualifizierten: Johnny Sauter (#70), Jeff Green (#34)

### NASCAR Sprint All-Star Race

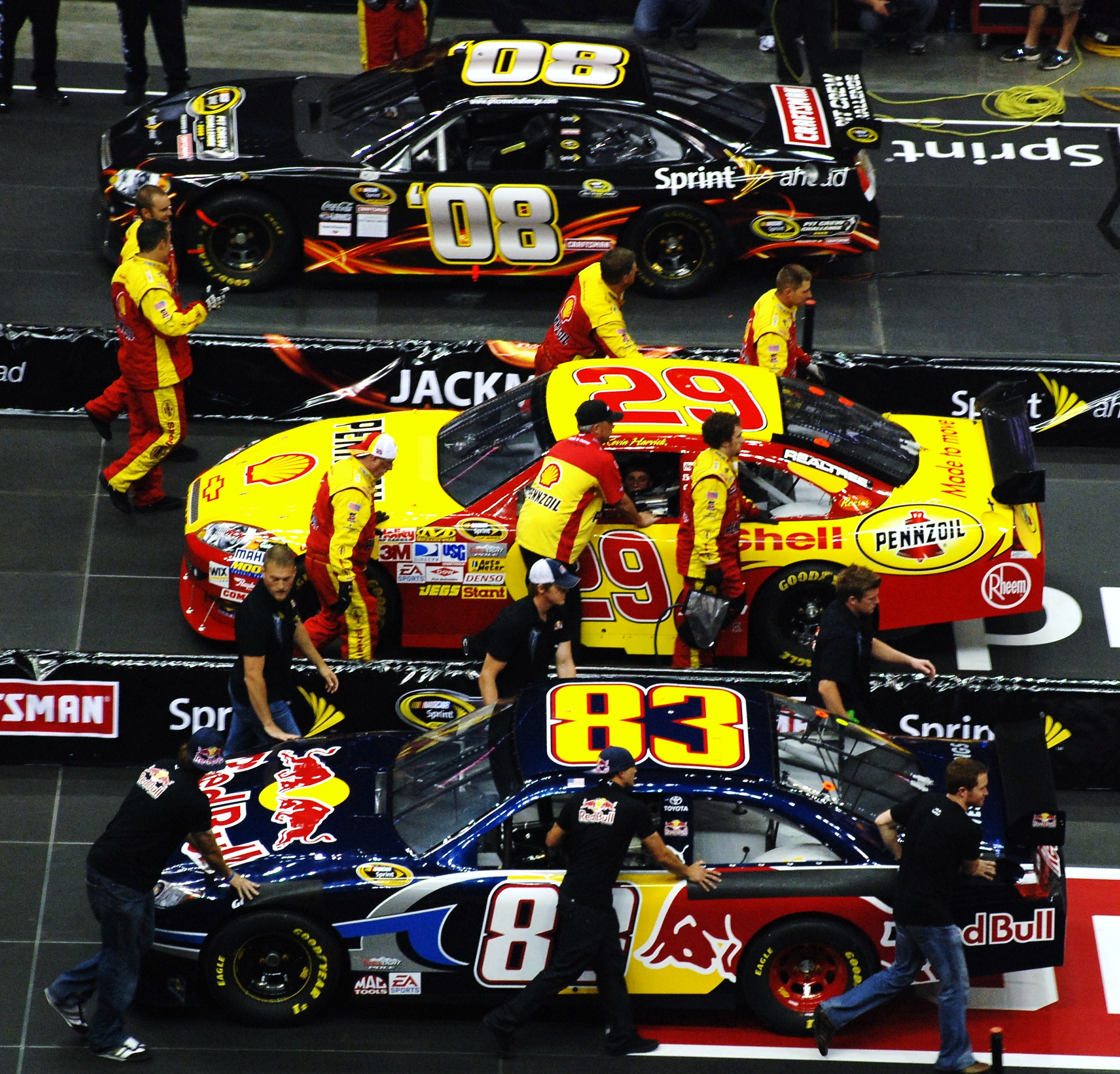
Pit-Crew-Challenge

Das alljährliche Sprint Open und All-Star Race fand am 17. Mai 2008 auf dem Lowe’s Motor Speedway statt. Bei dem Rennen wurden keine Punkte vergeben. Im Vorfeld fand bereits am Mittwoch und Donnerstag die Pit-Crew-Challenge statt. Das Team Red Bull mit Brian Vickers gewann die Challenge und setzte sich gegen 24 andere Crews durch. Die Pit-Crew-Gewinner hatten freie Wahl auf ihre Pit-Box beim All-Star Race, für das sie sich jedoch in der Sprint-Challenge nicht qualifizieren konnten. Die Pole-Position für das All-Star Race sicherte sich Kyle Busch knapp vor Jeff Gordon. Die erste Startreihe beim Sprint-Showdown belegten Elliott Sadler und Brian Vickers. Im Rahmenprogramm des Rennens fand die Pennzoil Victory Challenge statt. Die Fahrer Clint Bowyer, Jimmie Johnson, Kevin Harvick, Greg Biffle und Kyle Busch mussten dabei einen Burnout und zwei 360°-Donuts auf dem Weg in die Box absolvieren. Das Preisgeld von 10.000 US-Dollar ging an die Greg Biffle Foundation des Gewinners. A. J. Allmendinger gewann die Sprint Open. Kasey Kahne, der sich durch die Fanabstimmung qualifizierte, gewann das Rennen.

### Coca-Cola 600 – Concord, North Carolina
Das 12. Rennen der Saison findet am 25. Mai parallel zum Indianapolis 500 auf dem Lowe’s Motor Speedway statt.
| Platz | Wagen-Nr. | Fahrer              | Automarke | Team                         |
| ----- | --------- | ------------------- | --------- | ---------------------------- |
| 1     | 9         | Kasey Kahne         | Dodge     | Gillett Evernham Motorsports |
| 2     | 16        | Greg Biffle         | Ford      | Roush Fenway Racing          |
| 4     | 24        | Jeff Gordon         | Chevrolet | Hendrick Motorsports         |
| 5     | 88        | Dale Earnhardt, Jr. | Chevrolet | Hendrick Motorsports         |
| 6     | 31        | Jeff Burton         | Chevrolet | Richard Childress            |
| 7     | 17        | Matt Kenseth        | Ford      | Roush Fenway Racing          |
| 8     | 19        | Elliot Sadler       | Dodge     | Gillett Evernham Motorsports |
| 9     | 99        | Carl Edwards        | Ford      | Roush Fenway Racing          |
| 10    | 44        | David Reutimann     | Toyota    | Michael Waltrip Racing       |

- Pole Position: Kyle Busch
- Rennlänge: 400 Runden, 600 Meilen (966 km)
- Meiste Führungsrunden: Dale Earnhardt junior
- Fahrer, die sich nicht für das Rennen qualifizierten: Jeff Green (#34), Stanton Barrett (#50), Jon Wood (#21), Joe Nemechek (#78), Tony Raines (#08)

### Best Buy 400 – Dover, Delaware
Das 13. Rennen der Saison fand am 1. Juni auf dem Dover International Speedway statt. Für die Chase-Kandidaten Dale Earnhardt junior, Tony Stewart, Denny Hamlin, Kevin Harvick, Clint Bowyer und Kasey Kahne endete das Rennen nach 20 Runden als Elliott Sadler und David Gilliand einen „Big One“ auslösten.
| Platz | Wagen-Nr. | Fahrer              | Automarke | Team                     |
| ----- | --------- | ------------------- | --------- | ------------------------ |
| 1     | 18        | Kyle Busch          | Toyota    | Joe Gibbs Racing         |
| 2     | 99        | Carl Edwards        | Ford      | Roush Fenway Racing      |
| 3     | 16        | Greg Biffle         | Ford      | Roush Fenway Racing      |
| 4     | 17        | Matt Kenseth        | Ford      | Roush Fenway Racing      |
| 5     | 24        | Jeff Gordon         | Chevrolet | Hendrick Motorsports     |
| 6     | 1         | Martin Truex junior | Chevrolet | Dale Earnhardt Inc.      |
| 7     | 48        | Jimmie Johnson      | Chevrolet | Hendrick Motorsports     |
| 8     | 31        | Jeff Burton         | Chevrolet | Richard Childress Racing |
| 9     | 22        | Dave Blaney         | Toyota    | Bill Davis Racing        |
| 10    | 26        | Jamie McMurray      | Ford      | Roush Fenway Racing      |

- Pole Position: Greg Biffle
- Rennlänge: 400 Runden, 400 Meilen (643,7 km)
- Meiste Führungsrunden: Greg Biffle
- Fahrer, die sich nicht für das Rennen qualifizierten: Jason Leffler (#70) & Chad McCumbee (#45)

### Pocono 500 – Long Pond, Pennsylvania
Das 14. Rennen der Saison fand am 8. Juni auf dem Pocono Raceway statt. Pocono gilt als Superspeedway, dennoch wird hier ohne Restrictor-Plate gefahren. Bei dem 500-Meilen-Rennen kam erstmals das COT auf dem Raceway zum Einsatz.
| Platz | Wagen-Nr. | Fahrer              | Automarke | Team                         |
| ----- | --------- | ------------------- | --------- | ---------------------------- |
| 1     | 9         | Kasey Kahne         | Dodge     | Gillett Evernham Motorsports |
| 2     | 83        | Brian Vickers       | Toyota    | Team Red Bull                |
| 3     | 11        | Denny Hamlin        | Toyota    | Joe Gibbs Racing             |
| 4     | 88        | Dale Earnhardt, Jr. | Chevrolet | Hendrick Motorsports         |
| 5     | 31        | Jeff Burton         | Chevrolet | Richard Childress Racing     |
| 6     | 48        | Jimmie Johnson      | Chevrolet | Hendrick Motorsports         |
| 7     | 17        | Matt Kenseth        | Ford      | Roush Fenway Racing          |
| 8     | 2         | Kurt Busch          | Dodge     | Penske Racing                |
| 9     | 99        | Carl Edwards        | Ford      | Roush Fenway Racing          |
| 10    | 8         | Mark Martin         | Chevrolet | Dale Earnhardt, Inc.         |

- Pole Position: Kasey Kahne
- Rennlänge: 200 Runden, 500 Meilen (805 km)
- Meiste Führungsrunden: Kasey Kahne
- Fahrer, der sich nicht für das Rennen qualifizierte: J. J. Yeley (#96)

### LifeLock 400 – Brooklyn, Michigan

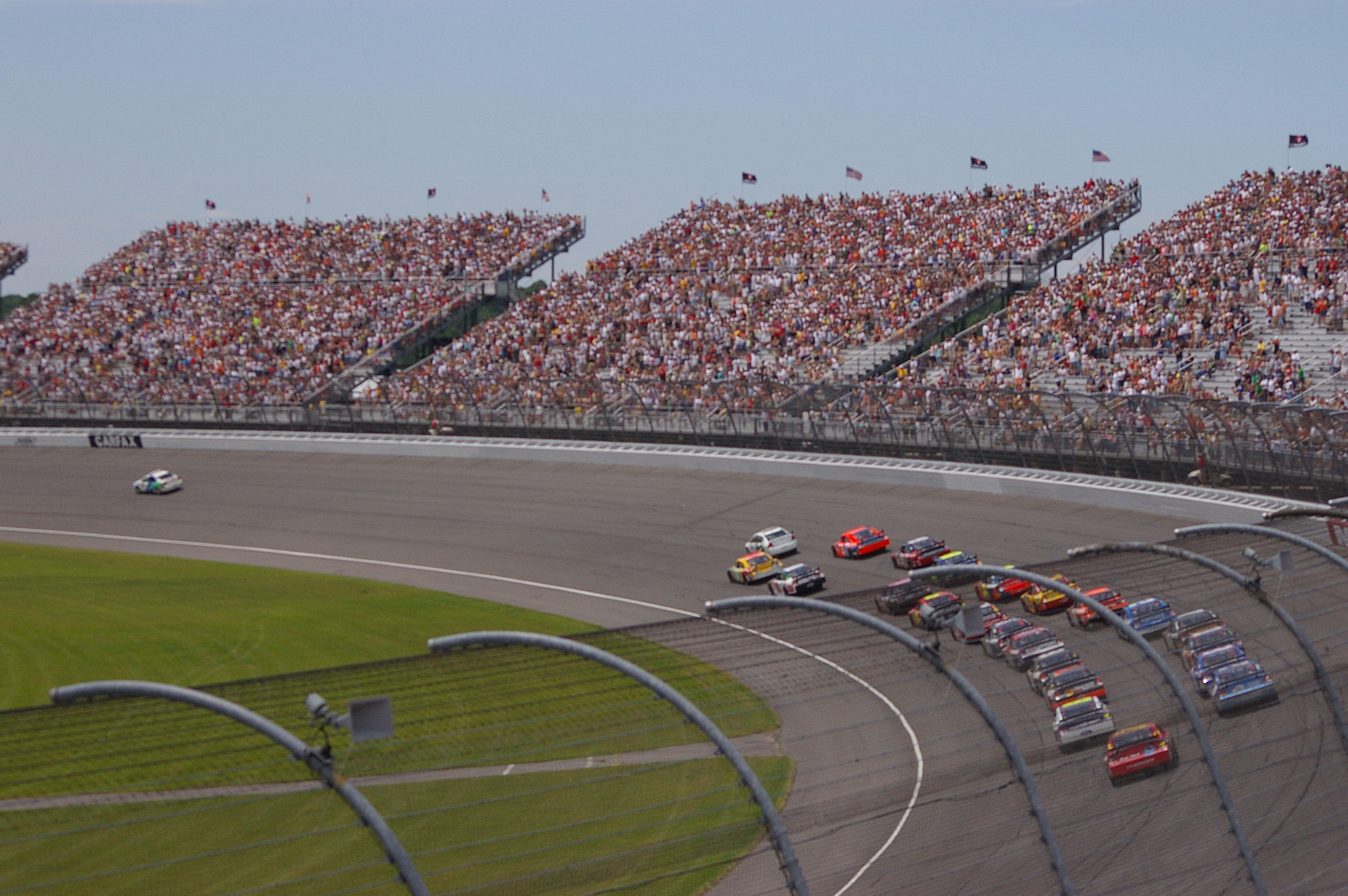
Das Fahrerfeld vor dem fliegenden Start

Das 15. Rennen der Saison fand am 15. Juni auf dem Michigan International Speedway statt. Die Qualifikation wurde wegen Regens abgebrochen, dadurch erfolgte die Startaufstellung anhand der Owner Points. Nach zwei Jahren und 76 Rennen ohne Sieg gewann Dale Earnhardt junior wieder ein Sprint-Cup-Rennen.
| Platz | Wagen-Nr. | Fahrer                | Automarke | Team                         |
| ----- | --------- | --------------------- | --------- | ---------------------------- |
| 1     | 88        | Dale Earnhardt junior | Chevrolet | Hendrick Motorsports         |
| 2     | 9         | Kasey Kahne           | Dodge     | Gillett Evernham Motorsports |
| 3     | 17        | Matt Kenseth          | Ford      | Roush Fenway Racing          |
| 4     | 83        | Brian Vickers         | Toyota    | Team Red Bull                |
| 5     | 20        | Tony Stewart          | Toyota    | Joe Gibbs Racing             |
| 6     | 48        | Jimmie Johnson        | Chevrolet | Hendrick Motorsports         |
| 7     | 99        | Carl Edwards          | Ford      | Roush Fenway Racing          |
| 8     | 6         | David Ragan           | Ford      | Roush Fenway Racing          |
| 9     | 19        | Elliott Sadler        | Dodge     | Gillett Evernham Motorsports |
| 10    | 26        | Jamie McMurray        | Ford      | Roush Fenway Racing          |

- Pole Position: Kyle Busch
- Rennlänge: 203 Runden, 406 Meilen (653 km) (Green-White-Checkered-Finish)
- Meiste Führungsrunden: Jimmie Johnson
- Fahrer, die sich nicht für das Rennen qualifizierten: Jason Leffler (#70), Tony Raines (#34)

### Toyota/Save Mart 350 – Sonoma, Kalifornien

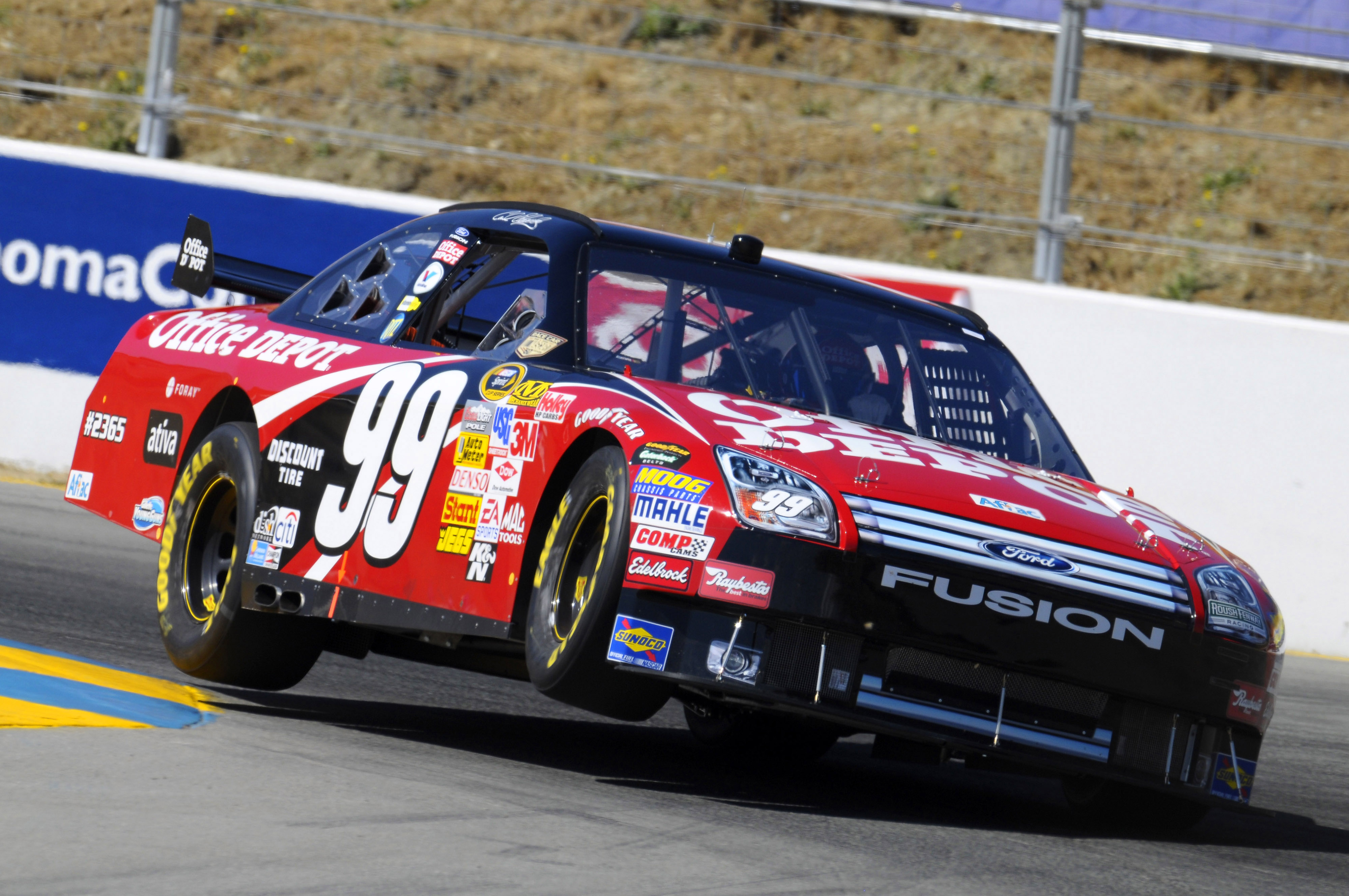
Carl Edwards’ Ford Fusion

Das 16. Rennen der Saison findet am 22. Juni auf dem Infineon Raceway statt.
| Platz | Wagen-Nr. | Fahrer             | Automarke | Team                     |
| ----- | --------- | ------------------ | --------- | ------------------------ |
| 1     | 18        | Kyle Busch         | Toyota    | Joe Gibbs Racing         |
| 2     | 38        | David Gilliland    | Ford      | Yates Racing             |
| 3     | 24        | Jeff Gordon        | Chevrolet | Hendrick Motorsports     |
| 4     | 07        | Clint Bowyer       | Chevrolet | Richard Childress Racing |
| 5     | 5         | Casey Mears        | Chevrolet | Hendrick Motorsports     |
| 6     | 42        | Juan Pablo Montoya | Dodge     | Chip Ganassi Racing      |
| 7     | 12        | Ryan Newman        | Dodge     | Penske Racing South      |
| 8     | 17        | Matt Kenseth       | Ford      | Roush Fenway Racing      |
| 9     | 19        | Carl Edwards       | Ford      | Roush Fenway Racing      |
| 10    | 20        | Tony Stewart       | Toyota    | Joe Gibbs Racing         |

- Pole Position: Kasey Kahne
- Rennlänge: 112 Runden, 224 Meilen (360 km) (Green-White-Checkered-Finish)
- Meiste Führungsrunden: Kyle Busch
- Fahrer, die sich nicht für das Rennen qualifizierten: J. J. Yeley (#96), Scott Riggs (#70), Dario Franchitti (#40), Brandon Ash (#02)

### Lenox Industrial Tools 301 – Loudon, New Hampshire
Das 17. Rennen der Saison findet am 29. Juni auf dem New Hampshire Motor Speedway statt.
| Platz | Wagen-Nr. | Fahrer              | Automarke | Team                         |
| ----- | --------- | ------------------- | --------- | ---------------------------- |
| 1     | 2         | Kurt Busch          | Dodge     | Penske Racing                |
| 2     | 55        | Michael Waltrip     | Toyota    | Michael Waltrip Racing       |
| 3     | 96        | J. J. Yeley         | Toyota    | Hall of Fame Racing          |
| 4     | 1         | Martin Truex junior | Chevrolet | Dale Earnhardt, Inc.         |
| 5     | 19        | Elliott Sadler      | Dodge     | Gillett Evernham Motorsports |
| 6     | 41        | Reed Sorenson       | Dodge     | Chip Ganassi Racing          |
| 7     | 5         | Casey Mears         | Chevrolet | Hendrick Motorsports         |
| 8     | 11        | Denny Hamlin        | Toyota    | Joe Gibbs Racing             |
| 9     | 48        | Jimmie Johnson      | Chevrolet | Hendrick Motorsports         |
| 10    | 43        | Bobby Labonte       | Dodge     | Petty Enterprises            |

- Pole Position: Patrick Carpentier
- Rennlänge: 284 Runden, 300 Meilen (483 km) (301 Runden wegen Regeneinbruch gekürzt)
- Meiste Führungsrunden: Tony Stewart
- Fahrer, die sich nicht für das Rennen qualifizierten: Marcos Ambrose (#21), Tony Raines (#34)

### Coke Zero 400 – Daytona Beach, Florida

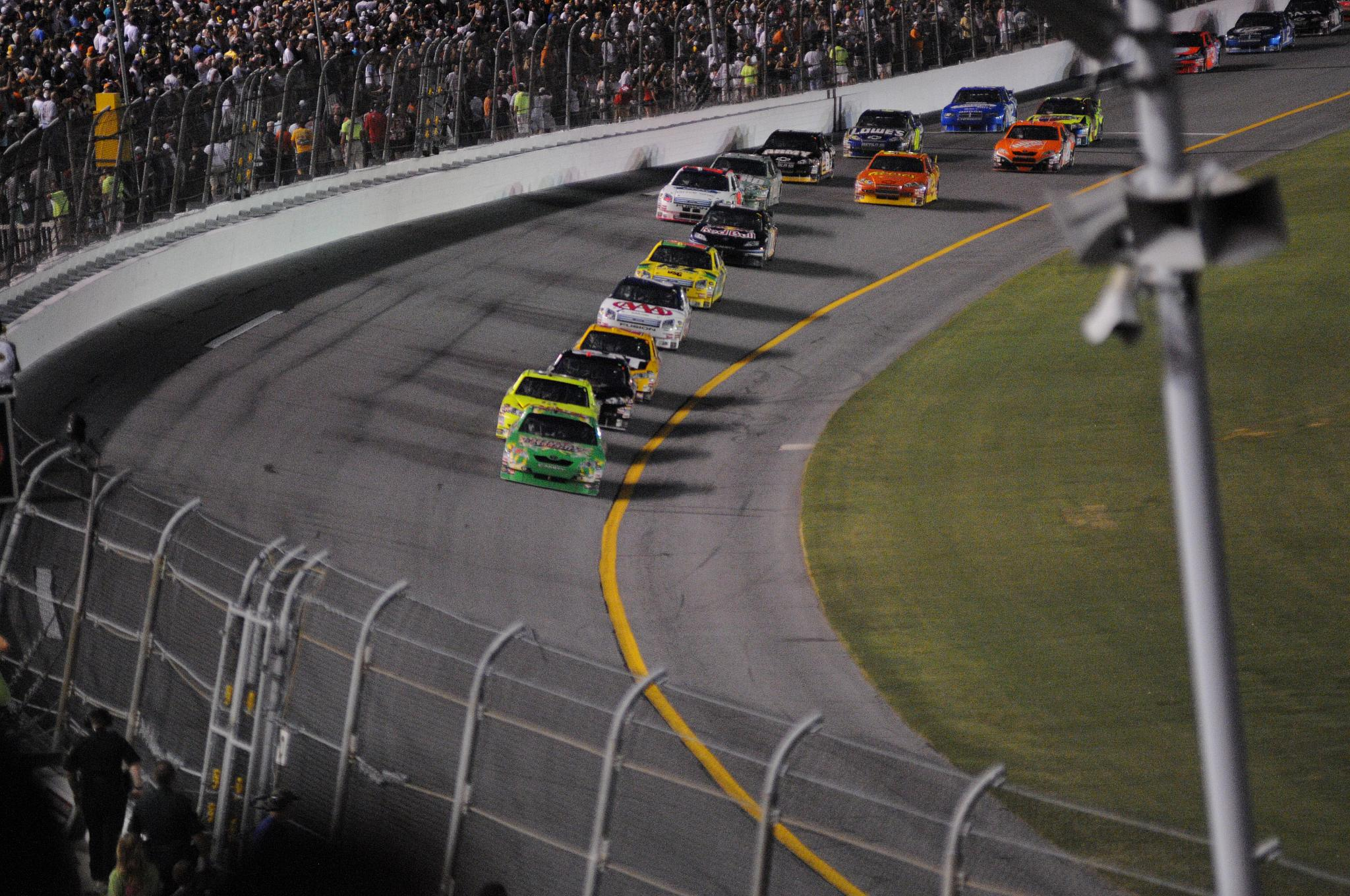
Das Feld vom Rennsieger, Kyle Busch, angeführt

Das 18. Rennen der Saison fand am 5. Juli auf dem Daytona International Speedway statt.
| Platz | Wagen-Nr. | Fahrer              | Automarke | Team                         |
| ----- | --------- | ------------------- | --------- | ---------------------------- |
| 1     | 18        | Kyle Busch          | Toyota    | Joe Gibbs Racing             |
| 2     | 99        | Carl Edwards        | Ford      | Roush Fenway Racing          |
| 3     | 17        | Matt Kenseth        | Ford      | Roush Fenway Racing          |
| 4     | 2         | Kurt Busch          | Dodge     | Penske Racing                |
| 5     | 6         | David Ragan         | Ford      | Roush Fenway Racing          |
| 6     | 7         | Robby Gordon        | Dodge     | Robby Gordon Motorsports     |
| 7     | 9         | Kasey Kahne         | Dodge     | Gillett Evernham Motorsports |
| 8     | 88        | Dale Earnhardt, Jr. | Chevrolet | Hendrick Motorsports         |
| 9     | 07        | Clint Bowyer        | Chevrolet | Richard Childress Racing     |
| 10    | 8         | Mark Martin         | Chevrolet | Dale Earnhardt, Inc.         |

- Pole Position: Paul Menard
- Rennlänge: 162 Runden, 405 Meilen (652 km) (Green-White-Checkered-Finish)
- Meiste Führungsrunden: Dale Earnhardt, Jr.
- Fahrer, die sich nicht für das Rennen qualifizierten: Scott Riggs (#66), J. J. Yeley (#96)

### LifeLock.com 400 – Joliet, Illinois
Das 19. Rennen der Saison fand am 13. Juli auf dem Chicagoland Speedway statt.
| Platz | Wagen-Nr. | Fahrer              | Automarke | Team                     |
| ----- | --------- | ------------------- | --------- | ------------------------ |
| 1     | 18        | Kyle Busch          | Toyota    | Joe Gibbs Racing         |
| 2     | 48        | Jimmie Johnson      | Chevrolet | Hendrick Motorsports     |
| 3     | 29        | Kevin Harvick       | Chevrolet | Richard Childress Racing |
| 4     | 16        | Greg Biffle         | Ford      | Roush Fenway Racing      |
| 5     | 20        | Tony Stewart        | Toyota    | Joe Gibbs Racing         |
| 6     | 83        | Brian Vickers       | Toyota    | Team Red Bull            |
| 7     | 17        | Matt Kenseth        | Ford      | Roush Fenway Racing      |
| 8     | 6         | David Ragan         | Ford      | Roush Fenway Racing      |
| 9     | 1         | Martin Truex junior | Chevrolet | Dale Earnhardt, Inc.     |
| 10    | 12        | Ryan Newman         | Dodge     | Penske Racing            |

- Pole Position: Kyle Busch
- Rennlänge: 267 Runden, 400,5 Meilen (644,5 km)
- Meiste Führungsrunden: Kyle Busch
- Fahrer, die sich nicht für das Rennen qualifizierten: Johnny Sauter (#08) und Tony Raines (#34)

### Allstate 400 at the Brickyard – Speedway, Indiana
Das 20. Rennen der Saison fand am 27. Juli auf dem Indianapolis Motor Speedway statt. Von der Pole-Position startete Jimmie Johnson, welcher bereits als schnellster Fahrer aus der ersten Trainingseinheit sowie der „Happy Hour“ hervorging. Geprägt war das Rennen von einem skandalösen Reifenaufgebot des Unternehmens Goodyear. Um die Fahrer keiner unnötigen Gefahr auszusetzen, sah sich die NASCAR gezwungen insgesamt elf Gelbphasen über insgesamt 52 Runden auszurufen, denn nach zehn bis zwölf Runden hatten sich die Reifen bereits bis auf die Karkasse aufgelöst. Nach insgesamt 71 geführten Runden wehrte sich der amtierende Sprint-Cup-Champion Jimmie Johnson auch gegen die letzten Angriffe von Carl Edwards, der in der Meisterschaft auf Platz fünf zurückfiel. Johnson dagegen machte einen Platz gut und sicherte sich Platz vier vor Edwards.
| Platz | Wagen-Nr. | Fahrer             | Automarke | Team                         |
| ----- | --------- | ------------------ | --------- | ---------------------------- |
| 1     | 48        | Jimmie Johnson     | Chevrolet | Hendrick Motorsports         |
| 2     | 99        | Carl Edwards       | Ford      | Roush Fenway Racing          |
| 3     | 11        | Denny Hamlin       | Toyota    | Joe Gibbs Racing             |
| 4     | 19        | Elliott Sadler     | Dodge     | Gillett Evernham Motorsports |
| 5     | 24        | Jeff Gordon        | Chevrolet | Hendrick Motorsports         |
| 6     | 26        | Jamie McMurray     | Ford      | Roush Fenway Racing          |
| 7     | 9         | Kasey Kahne        | Dodge     | Gillett Evernham Motorsports |
| 8     | 16        | Greg Biffle        | Ford      | Roush Fenway Racing          |
| 9     | 31        | Jeff Burton        | Chevrolet | Richard Childress Racing     |
| 10    | 84        | A. J. Allmendinger | Toyota    | Team Red Bull                |

- Pole Position: Jimmie Johnson
- Rennlänge: 160 Runden, 400 Meilen (644 km)
- Meiste Führungsrunden: Jimmie Johnson
- Fahrer, die sich nicht für das Rennen qualifizierten: Bill Elliott (#21), Johnny Sauter (#08), Tony Raines (#34), Stanton Barrett (#50)

### Sunoco Red Cross Pennsylvania 500 – Long Pond, Pennsylvania
Das 21. Rennen der Saison fand am 3. August auf dem Pocono Raceway statt. In Runde 69 wurde das Rennen wegen Regenschauer unterbrochen. Der Brickyard-Sieger Jimmie Johnson sicherte sich die Pole-Position vor Mark Martin. Nach 53 geführten Runden gewann Carl Edwards sein viertes Saisonrennen vor Tony Stewart und Jimmie Johnson. Die Meisterschaftsführung behielt weiterhin Kyle Busch, der das Rennen auf Platz 36 beendete. Im Kampf um den Chase trennten die Fahrer Clint Bowyer (Platz 12) und Matt Kenseth (13) lediglich elf Punkte.
| Platz | Wagen-Nr. | Fahrer              | Automarke | Team                         |
| ----- | --------- | ------------------- | --------- | ---------------------------- |
| 1     | 99        | Carl Edwards        | Ford      | Roush Fenway Racing          |
| 2     | 20        | Tony Stewart        | Toyota    | Joe Gibbs Racing             |
| 3     | 40        | Jimmie Johnson      | Chevrolet | Hendrick Motorsports         |
| 4     | 29        | Kevin Harvick       | Chevrolet | Richard Childress Racing     |
| 5     | 26        | Jamie McMurray      | Ford      | Roush Fenway Racing          |
| 6     | 07        | Clint Bowyer        | Chevrolet | Richard Childress Racing     |
| 7     | 9         | Kasey Kahne         | Dodge     | Gillett Evernham Motorsports |
| 8     | 8         | Mark Martin         | Chevrolet | Dale Earnhardt, Inc.         |
| 9     | 88        | Dale Earnhardt, Jr. | Chevrolet | Hendrick Motorsports         |
| 10    | 24        | Jeff Gordon         | Chevrolet | Hendrick Motorsports         |

- Pole Position: Jimmie Johnson
- Rennlänge: 200 Runden, 500 Meilen (805 km)
- Meiste Führungsrunden: Mark Martin
- Fahrer, die sich nicht für das Rennen qualifizierten: Chad Chaffin (#34)

### Centurion Boats at The Glen, Watkins Glen, New York
Das 22. Rennen der Saison fand am 10. August auf dem Watkins Glen International statt. Da es während des Zeitfensters der angesetzten Qualifikation regnete, entschied sich die Startaufstellung nach den „Owner Points“ und Kyle Busch startete von der Pole-Position.
| Platz | Wagen-Nr. | Fahrer              | Automarke | Team                     |
| ----- | --------- | ------------------- | --------- | ------------------------ |
| 1     | 18        | Kyle Busch          | Toyota    | Joe Gibbs Racing         |
| 2     | 20        | Tony Stewart        | Toyota    | Joe Gibbs Racing         |
| 3     | 21        | Marcos Ambrose      | Ford      | Wood Brothers Racing     |
| 4     | 42        | J.P. Montoya        | Dodge     | Chip Ganassi Racing      |
| 5     | 1         | Martin Truex junior | Chevrolet | Dale Earnhardt, Inc.     |
| 6     | 29        | Kevin Harvick       | Chevrolet | Richard Childress Racing |
| 7     | 48        | Jimmie Johnson      | Chevrolet | Hendrick Motorsports     |
| 8     | 11        | Denny Hamlin        | Toyota    | Joe Gibbs Racing         |
| 9     | 99        | Carl Edwards        | Ford      | Roush Fenway Racing      |
| 10    | 2         | Kurt Busch          | Dodge     | Penske Racing            |

- Pole Position: Kyle Busch
- Rennlänge: 90 Runden, 220 Meilen (355 km)
- Meiste Führungsrunden: Kyle Busch
- Fahrer, die sich nicht für das Rennen qualifizierten: Boris Said (#60) und Brian Simo (#34)

### 3M Performance 400 – Brooklyn, Michigan
Das 23. Rennen der Saison fand am 17. August auf dem Michigan International Speedway statt.
| Platz | Wagen-Nr. | Fahrer         | Automarke | Team                         |
| ----- | --------- | -------------- | --------- | ---------------------------- |
| 1     | 99        | Carl Edwards   | Ford      | Roush Fenway Racing          |
| 2     | 18        | Kyle Busch     | Toyota    | Joe Gibbs Racing             |
| 3     | 6         | David Ragan    | Ford      | Roush Fenway Racing          |
| 4     | 16        | Greg Biffle    | Ford      | Roush Fenway Racing          |
| 5     | 17        | Matt Kenseth   | Ford      | Roush Fenway Racing          |
| 6     | 8         | Mark Martin    | Chevrolet | Dale Earnhardt, Inc.         |
| 7     | 83        | Brian Vickers  | Toyota    | Team Red Bull                |
| 8     | 29        | Kevin Harvick  | Chevrolet | Richard Childress Racing     |
| 9     | 19        | Elliott Sadler | Dodge     | Gillett Evernham Motorsports |
| 10    | 26        | Jamie McMurray | Ford      | Roush Fenway Racing          |

- Pole Position: Brian Vickers
- Rennlänge: 200 Runden, 400 Meilen (644 km)
- Meiste Führungsrunden: Carl Edwards
- Fahrer, der sich nicht für das Rennen qualifizierte: Johnny Sauter (#08)

### Sharpie 500 – Bristol, Tennessee
Das 24. Rennen der Saison fand am 23. August auf dem Bristol Motor Speedway statt.
| Platz | Wagen-Nr. | Fahrer        | Automarke | Team                     |
| ----- | --------- | ------------- | --------- | ------------------------ |
| 1     | 99        | Carl Edwards  | Ford      | Roush Fenway Racing      |
| 2     | 18        | Kyle Busch    | Toyota    | Joe Gibbs Racing         |
| 3     | 11        | Denny Hamlin  | Toyota    | Joe Gibbs Racing         |
| 4     | 29        | Kevin Harvick | Chevrolet | Richard Childress Racing |
| 5     | 24        | Jeff Gordon   | Chevrolet | Hendrick Motorsports     |
| 6     | 12        | Ryan Newman   | Dodge     | Penske Racing            |
| 7     | 07        | Clint Bowyer  | Chevrolet | Richard Childress Racing |
| 8     | 20        | Tony Stewart  | Toyota    | Joe Gibbs Racing         |
| 9     | 17        | Matt Kenseth  | Ford      | Roush Fenway Racing      |
| 10    | 6         | David Ragan   | Ford      | Roush Fenway Racing      |

- Pole Position: Carl Edwards
- Rennlänge: 500 Runden, 267 Meilen (429 km)
- Meiste Führungsrunden: Kyle Busch
- Fahrer, die sich nicht für das Rennen qualifizierten: Jeff Green (#34), Johnny Sauter (#08), Patrick Carpentier (#10), Stanton Barrett (#50)

### Pepsi 500 – Fontana, Kalifornien
Das 25. Rennen der Saison fand am 31. August auf dem Auto Club Speedway statt.
| Platz | Wagen-Nr. | Fahrer          | Automarke | Team                         |
| ----- | --------- | --------------- | --------- | ---------------------------- |
| 1     | 48        | Jimmie Johnson  | Chevrolet | Hendrick Motorsports         |
| 2     | 16        | Greg Biffle     | Ford      | Roush Fenway Racing          |
| 3     | 11        | Denny Hamlin    | Toyota    | Joe Gibbs Racing             |
| 4     | 29        | Kevin Harvick   | Chevrolet | Richard Childress Racing     |
| 5     | 17        | Matt Kenseth    | Ford      | Roush Fenway Racing          |
| 6     | 99        | Carl Edwards    | Ford      | Roush Fenway Racing          |
| 7     | 18        | Kyle Busch      | Toyota    | Joe Gibbs Racing             |
| 8     | 9         | Kasey Kahne     | Dodge     | Gillett Evernham Motorsports |
| 9     | 44        | David Reutimann | Toyota    | Michael Waltrip Racing       |
| 10    | 07        | Clint Bowyer    | Chevrolet | Richard Childress Racing     |

- Pole Position: Jimmie Johnson
- Rennlänge: 250 Runden, 500 Meilen (805 km)
- Meiste Führungsrunden: Jimmie Johnson
- Fahrer, der sich nicht für das Rennen qualifizierte: Tony Raines (#70)

### Chevy Rock and Roll 400 – Richmond, Virginia
Das 26. Rennen der Saison fand am 6. September auf dem Richmond International Raceway statt.
| 1                                  | 48 | Jimmie Johnson      | Chevrolet | Hendrick Motorsports     |
| 2                                  | 20 | Tony Stewart        | Toyota    | Joe Gibbs Racing         |
| 3                                  | 11 | Denny Hamlin        | Toyota    | Joe Gibbs Racing         |
| 4                                  | 88 | Dale Earnhardt, Jr. | Chevrolet | Hendrick Motorsports     |
| 5                                  | 8  | Mark Martin         | Chevrolet | Dale Earnhardt, Inc.     |
| 6                                  | 31 | Jeff Burton         | Chevrolet | Richard Childress Racing |
| 7                                  | 29 | Kevin Harvick       | Chevrolet | Richard Childress Racing |
| 8                                  | 24 | Jeff Gordon         | Chevrolet | Hendrick Motorsports     |
| 9                                  | 44 | David Reutimann     | Toyota    | Michael Waltrip Racing   |
| 10                                 | 5  | Casey Mears         | Chevrolet | Hendrick Motorsports     |
| Fahrer im Chase for the Sprint Cup |    |                     |           |                          |

- Pole Position: Kyle Busch
- Rennlänge: 400 Runden, 300 Meilen (483 km)
- Meiste Führungsrunden: David Reutimann
- Fahrer, die sich nicht für das Rennen qualifizierten: Joey Logano (#02), Sterling Marlin (#09), Tony Raines (#34)

## Chase for the Sprint Cup
Der Chase for the Sprint Cup ist das Play-off-System der NASCAR. Die besten zwölf Fahrer in der Gesamtwertung qualifizieren sich für den Chase, der über zehn Rennen geht. Alle zwölf Fahrer bekommen 5000 Punkte, sowie 10 Bonuspunkte für jeden Sieg, den sie im Laufe der bisherigen Saison einfahren konnten.

### Sylvania 300 – Loudon, New Hampshire
Das 27. Rennen der Saison fand am 14. September auf dem New Hampshire Motor Speedway statt.
| Platz | Wagen-Nr. | Fahrer              | Automarke | Team                     |
| ----- | --------- | ------------------- | --------- | ------------------------ |
| 1     | 16        | Greg Biffle         | Ford      | Roush Fenway Racing      |
| 2     | 48        | Jimmie Johnson      | Chevrolet | Hendrick Motorsports     |
| 3     | 99        | Carl Edwards        | Ford      | Roush Fenway Racing      |
| 4     | 31        | Jeff Burton         | Chevrolet | Richard Childress Racing |
| 5     | 88        | Dale Earnhardt, Jr. | Chevrolet | Hendrick Motorsports     |
| 6     | 2         | Kurt Busch          | Dodge     | Penske Racing            |
| 7     | 1         | Martin Truex junior | Chevrolet | Dale Earnhardt, Inc.     |
| 8     | 20        | Tony Stewart        | Toyota    | Joe Gibbs Racing         |
| 9     | 11        | Denny Hamlin        | Toyota    | Joe Gibbs Racing         |
| 10    | 29        | Kevin Harvick       | Chevrolet | Richard Childress Racing |

- Pole Position: Kyle Busch
- Rennlänge: 300 Runden, 317 Meilen (511 km)
- Meiste Führungsrunden: Jimmie Johnson
- Fahrer, die sich nicht für das Rennen qualifizierten: Tony Raines (#34), Carl Long (#46)

### Camping World RV 400 – Dover, Delaware
Das 28. Rennen der Saison fand am 21. September auf dem Dover International Speedway statt.
| Platz | Wagen-Nr. | Fahrer          | Automarke | Team                        |
| ----- | --------- | --------------- | --------- | --------------------------- |
| 1     | 16        | Greg Biffle     | Ford      | Roush-Fenway Racing         |
| 2     | 17        | Matt Kenseth    | Ford      | Roush Fenway Racing         |
| 3     | 99        | Carl Edwards    | Ford      | Roush-Fenway Racing         |
| 4     | 8         | Mark Martin     | Chevrolet | Dale Earnhardt Incorporated |
| 5     | 48        | Jimmie Johnson  | Chevrolet | Hendrick Motorsports        |
| 6     | 29        | Kevin Harvick   | Chevrolet | Richard Childress Racing    |
| 7     | 24        | Jeff Gordon     | Chevrolet | Hendrick Motorsports        |
| 8     | 07        | Clint Bowyer    | Chevrolet | Richard Childress Racing    |
| 9     | 31        | Jeff Burton     | Chevrolet | Richard Childress Racing    |
| 10    | 55        | Michael Waltrip | Toyota    | Michael Waltrip Racing      |

- Pole Position: Jeff Gordon
- Rennlänge: 400 Runden, 400 Meilen (643,7 km)
- Meiste Führungsrunden: Matt Kenseth
- Fahrer, die sich nicht für das Rennen qualifizierten: Chad Chaffin (#34), Johnny Sauter (#08), Stanton Barrett (#50)

### Camping World RV 400 – Kansas City, Kansas
Das 29. Rennen der Saison fand am 28. September auf dem Kansas Speedway statt.
| Platz | Wagen-Nr. | Fahrer             | Automarke | Team                         |
| ----- | --------- | ------------------ | --------- | ---------------------------- |
| 1     | 48        | Jimmie Johnson     | Chevrolet | Hendrick Motorsports         |
| 2     | 99        | Carl Edwards       | Ford      | Roush Fenway Racing          |
| 3     | 99        | Greg Biffle        | Ford      | Roush Fenway Racing          |
| 4     | 24        | Jeff Gordon        | Chevrolet | Hendrick Motorsports         |
| 5     | 17        | Matt Kenseth       | Ford      | Roush Fenway Racing          |
| 6     | 29        | Kevin Harvick      | Chevrolet | Richard Childress Racing     |
| 7     | 31        | Jeff Burton        | Chevrolet | Richard Childress Racing     |
| 8     | 6         | David Ragan        | Ford      | Roush Fenway Racing          |
| 9     | 84        | A. J. Allmendinger | Toyota    | Team Red Bull                |
| 10    | 55        | Elliott Sadler     | Dodge     | Gillett Evernham Motorsports |

- Pole Position: Jimmie Johnson
- Rennlänge: 267 Runden, 400,5 Meilen (644,5 km)
- Meiste Führungsrunden: Jimmie Johnson
- Fahrer, die sich nicht für das Rennen qualifizierten: Michael McDowell (#00), Johnny Sauter (#08)

### Amp Energy 500 – Talladega, Alabama
Das 30. Rennen der Saison fand am 5. Oktober auf dem Talladega Superspeedway statt.
| Platz | Wagen-Nr. | Fahrer         | Automarke | Team                         |
| ----- | --------- | -------------- | --------- | ---------------------------- |
| 1     | 20        | Tony Stewart   | Toyota    | Joe Gibbs Racing             |
| 2     | 15        | Paul Menard    | Chevrolet | Dale Earnhardt, Inc.         |
| 3     | 6         | David Ragan    | Ford      | Roush Fenway Racing          |
| 4     | 31        | Jeff Burton    | Chevrolet | Richard Childress Racing     |
| 5     | 07        | Clint Bowyer   | Chevrolet | Richard Childress Racing     |
| 6     | 43        | Bobby Labonte  | Dodge     | Petty Enterprises            |
| 7     | 66        | Scott Riggs    | Chevrolet | Haas CNC Racing              |
| 8     | 7         | Robby Gordon   | Dodge     | Robby Gordon Motorsports     |
| 9     | 48        | Jimmie Johnson | Chevrolet | Hendrick Motorsports         |
| 10    | 19        | Elliott Sadler | Dodge     | Gillett Evernham Motorsports |

- Pole Position: Travis Kvapil
- Rennlänge: 188 Runden, 500,08 Meilen (804,8 km)
- Meiste Führungsrunden: Tony Stewart
- Fahrer, die sich nicht für das Rennen qualifizierten: Sam Hornish junior (#77), Patrick Carpentier (#10)

### Bank of America 500 – Concord, North Carolina

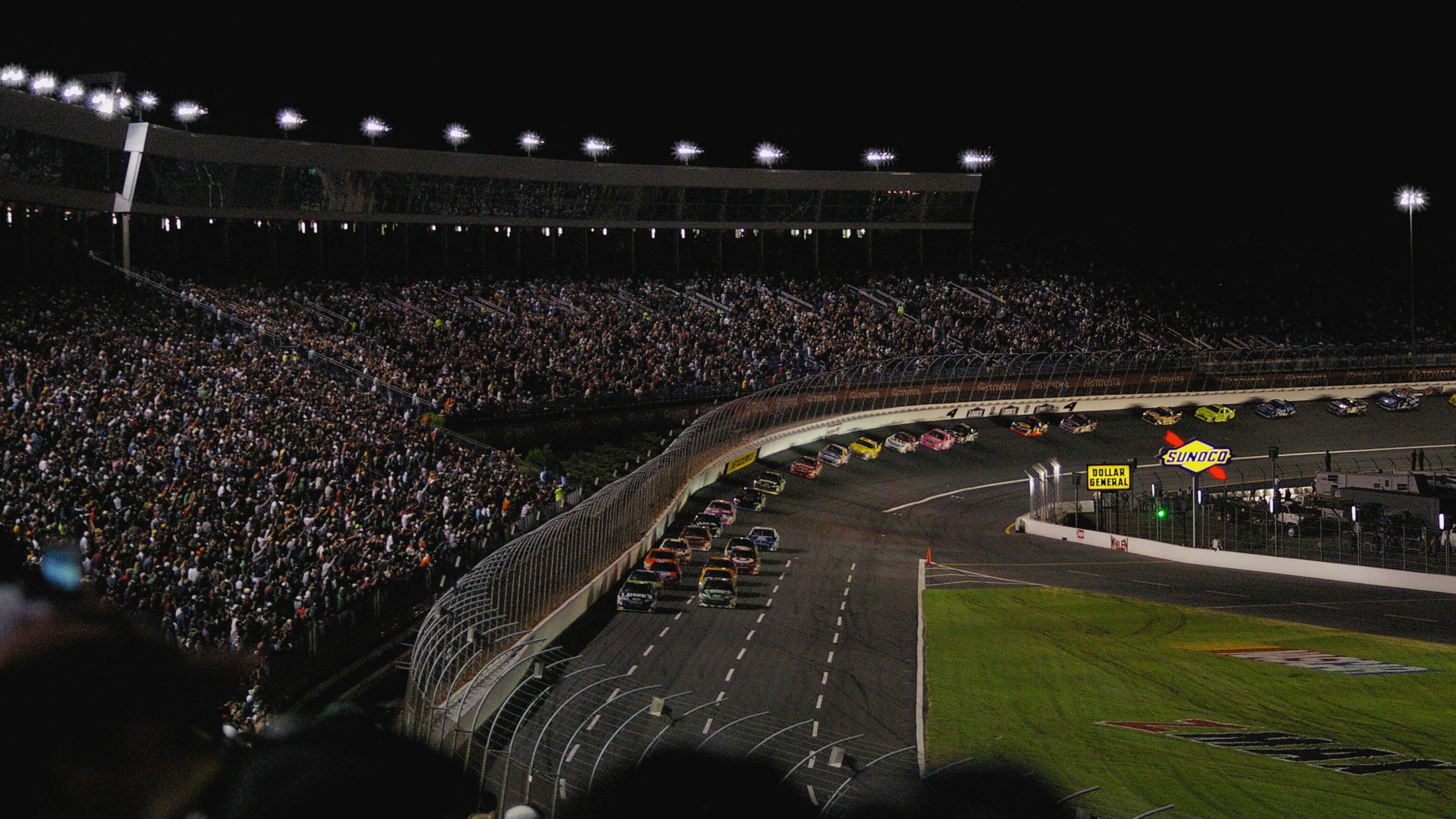
Restart auf dem Lowe’s Motor Speedway

Das 31. Rennen der Saison fand am 11. Oktober auf dem Lowe’s Motor Speedway statt.
| Platz | Wagen-Nr. | Fahrer         | Automarke | Team                         |
| ----- | --------- | -------------- | --------- | ---------------------------- |
| 1     | 31        | Jeff Burton    | Chevrolet | Richard Childress Racing     |
| 2     | 9         | Kasey Kahne    | Dodge     | Gillett Evernham Motorsports |
| 3     | 2         | Kurt Busch     | Dodge     | Penske Racing                |
| 4     | 18        | Kyle Busch     | Toyota    | Joe Gibbs Racing             |
| 5     | 26        | Jamie McMurray | Ford      | Roush Fenway Racing          |
| 6     | 48        | Jimmie Johnson | Chevrolet | Hendrick Motorsports         |
| 7     | 16        | Greg Biffle    | Ford      | Roush Fenway Racing          |
| 8     | 24        | Jeff Gordon    | Chevrolet | Hendrick Motorsports         |
| 9     | 8         | Mark Martin    | Chevrolet | Dale Earnhardt, Inc.         |
| 10    | 6         | David Ragan    | Ford      | Roush Fenway Racing          |

- Pole Position: Jimmie Johnson
- Rennlänge: 334 Runden, 500 Meilen (804,7 km)
- Meiste Führungsrunden: Brian Vickers
- Fahrer, die sich nicht für das Rennen qualifizierten: Brad Keselowski (#25), Scott Speed (#82), Bryan Clauson (#40), Derrike Cope (#75)

### TUMS QuikPak 500 – Martinsville, Virginia
Das 32. Rennen der Saison fand am 19. Oktober auf dem Martinsville Speedway statt.
| Platz | Wagen-Nr. | Fahrer              | Automarke | Team                     |
| ----- | --------- | ------------------- | --------- | ------------------------ |
| 1     | 48        | Jimmie Johnson      | Chevrolet | Hendrick Motorsports     |
| 2     | 88        | Dale Earnhardt, Jr. | Chevrolet | Hendrick Motorsports     |
| 3     | 99        | Carl Edwards        | Ford      | Roush Fenway Racing      |
| 4     | 24        | Jeff Gordon         | Chevrolet | Hendrick Motorsports     |
| 5     | 11        | Denny Hamlin        | Toyota    | Joe Gibbs Racing         |
| 6     | 5         | Casey Mears         | Chevrolet | Hendrick Motorsports     |
| 7     | 29        | Kevin Harvick       | Chevrolet | Richard Childress Racing |
| 8     | 17        | Matt Kenseth        | Ford      | Roush Fenway Racing      |
| 9     | 07        | Clint Bowyer        | Chevrolet | Richard Childress Racing |
| 10    | 1         | Martin Truex junior | Chevrolet | Dale Earnhardt, Inc.     |

- Pole Position: Jimmie Johnson
- Rennlänge: 504 Runden, 265 Meilen (426,64 km, Green-White-Checkered-Finish)
- Meiste Führungsrunden: Jimmie Johnson
- Fahrer, die sich nicht für das Rennen qualifizierten: Sterling Marlin (#09), Derrike Cope (#75)

### Pep Boys Auto 500 – Atlanta, Georgia
Das 33. Rennen der Saison fand am 26. Oktober auf dem Atlanta Motor Speedway statt.
| Platz | Wagen-Nr. | Fahrer         | Automarke | Team                 |
| ----- | --------- | -------------- | --------- | -------------------- |
| 1     | 99        | Carl Edwards   | Ford      | Roush Fenway Racing  |
| 2     | 48        | Jimmie Johnson | Chevrolet | Hendrick Motorsports |
| 3     | 11        | Denny Hamlin   | Toyota    | Joe Gibbs Racing     |
| 4     | 17        | Matt Kenseth   | Ford      | Roush Fenway Racing  |
| 5     | 18        | Kyle Busch     | Toyota    | Joe Gibbs Racing     |
| 6     | 2         | Kurt Busch     | Dodge     | Penske Racing        |
| 7     | 26        | Jamie McMurray | Ford      | Roush Fenway Racing  |
| 8     | 6         | David Ragan    | Ford      | Roush Fenway Racing  |
| 9     | 24        | Jeff Gordon    | Chevrolet | Hendrick Motorsports |
| 10    | 16        | Greg Biffle    | Ford      | Roush Fenway Racing  |

- Pole Position: Jimmie Johnson
- Rennlänge: 325 Runden, 500 Meilen (805 km)
- Meiste Führungsrunden: Matt Kenseth
- Fahrer, die wegen des Regens nicht für das Rennen qualifiziert wurden: Joey Logano (#02), Bryan Clauson (#40)

### Dickies 500 – Fort Worth, Texas
Das 34. Rennen der Saison fand am 2. November auf dem Texas Motor Speedway statt.
| Platz | Wagen-Nr. | Fahrer              | Automarke | Team                     |
| ----- | --------- | ------------------- | --------- | ------------------------ |
| 1     | 99        | Carl Edwards        | Ford      | Roush Fenway Racing      |
| 2     | 24        | Jeff Gordon         | Chevrolet | Hendrick Motorsports     |
| 3     | 26        | Jamie McMurray      | Ford      | Roush Fenway Racing      |
| 4     | 07        | Clint Bowyer        | Chevrolet | Richard Childress Racing |
| 5     | 16        | Greg Biffle         | Ford      | Roush Fenway Racing      |
| 6     | 18        | Kyle Busch          | Toyota    | Joe Gibbs Racing         |
| 7     | 29        | Kevin Harvick       | Chevrolet | Richard Childress Racing |
| 8     | 1         | Martin Truex junior | Chevrolet | Dale Earnhardt, Inc.     |
| 9     | 17        | Matt Kenseth        | Ford      | Roush Fenway Racing      |
| 10    | 44        | David Reutimann     | Toyota    | Michael Waltrip Racing   |

- Pole Position: Jeff Gordon
- Rennlänge: 334 Runden, 501 Meilen (806 km)
- Meiste Führungsrunden: Carl Edwards
- Fahrer, die sich nicht für das Rennen qualifizierten: Johnny Sauter (#08), Massimiliano Papis (#13), Bryan Clauson (#40), Chad McCumbee (#45), Tony Raines (#70)

### Checker Auto Parts 500 – Avondale, Arizona
Das 35. Rennen der Saison fand am 9. November auf dem Phoenix International Raceway statt.
| Platz | Wagen-Nr. | Fahrer                | Automarke | Team                     |
| ----- | --------- | --------------------- | --------- | ------------------------ |
| 1     | 48        | Jimmie Johnson        | Chevrolet | Hendrick Motorsports     |
| 2     | 2         | Kurt Busch            | Dodge     | Penske Racing            |
| 3     | 26        | Jamie McMurray        | Ford      | Roush Fenway Racing      |
| 4     | 99        | Carl Edwards          | Ford      | Roush Fenway Racing      |
| 5     | 11        | Denny Hamlin          | Toyota    | Joe Gibbs Racing         |
| 6     | 88        | Dale Earnhardt junior | Chevrolet | Hendrick Motorsports     |
| 7     | 29        | Kevin Harvick         | Chevrolet | Richard Childress Racing |
| 8     | 18        | Kyle Busch            | Toyota    | Job Gibbs Racing         |
| 9     | 31        | Jeff Burton           | Chevrolet | Richard Childress Racing |
| 10    | 6         | David Ragan           | Ford      | Roush Fenway Racing      |

- Pole Position: Jimmie Johnson
- Rennlänge: 313 Runden, 313 Meilen (504 km)
- Meiste Führungsrunden: Jimmie Johnson
- Nicht für das Rennen qualifizierten: Joe Nemechek (#78)

### Ford 400 – Homestead, Florida
Das 36. und zugleich letzte Rennen der Saison fand am 16. November auf dem Homestead-Miami Speedway statt.
| Platz | Wagen-Nr. | Fahrer              | Automarke | Team                         |
| ----- | --------- | ------------------- | --------- | ---------------------------- |
| 1     | 99        | Carl Edwards        | Ford      | Roush Fenway Racing          |
| 2     | 29        | Kevin Harvick       | Chevrolet | Richard Childress Racing     |
| 3     | 26        | Jamie McMurray      | Ford      | Roush Fenway Racing          |
| 4     | 24        | Jeff Gordon         | Chevrolet | Hendrick Motorsports         |
| 5     | 07        | Clint Bowyer        | Chevrolet | Richard Childress Racing     |
| 6     | 9         | Kasey Kahne         | Dodge     | Gillett Evernham Motorsports |
| 7     | 28        | Travis Kvapil       | Ford      | Yates Racing                 |
| 8     | 5         | Casey Mears         | Chevrolet | Hendrick Motorsports         |
| 9     | 20        | Tony Stewart        | Toyota    | Joe Gibbs Racing             |
| 10    | 1         | Martin Truex junior | Chevrolet | Dale Earnhardt, Inc.         |

- Pole Position: David Reutimann
- Rennlänge: 267 Runden, 400 Meilen (643,72 km)
- Meiste Führungsrunden: Carl Edwards
- Fahrer, die sich nicht für das Rennen qualifizierten: Massimiliano Papis (#13), Sam Hornish junior (#77), Ken Schrader (#96)

## Fernsehübertragung
Neben dem Daytona 500 2008 am 5. Februar, das live übertragen wurde, zeigte Premiere die restlichen 35 Saisonrennen in einer fünfzigminütigen Zusammenfassung am Montag Abend. In den USA zeigten FOX, TNT und ESPN/ESPN on ABC den Sprint Cup.